# Nhà
Nhà là một công trình xây dựng có mái, tường bao quanh, cửa ra vào để ở, sinh hoạt văn hoá, xã hội hoặc cất giữ vật chất, phục vụ cho các hoạt động cá nhân và tập thể của con người, và có tác dụng bảo vệ cho các hoạt động đó. Nhà cũng có thể là một nơi cư trú hay trú ẩn. Tinh thần, nhà có thể liên quan tới trạng thái khi ở nơi trú ẩn hoặc sự tiện lợi.
Nhà có thể có độ phức tạp khác nhau, từ một cái lều nguyên thủy đơn giản đến một cấu trúc phức tạp được xây dựng bằng gỗ, gạch, bê tông hoặc các vật liệu khác, được trang bị hệ thống ống nước, điện và hệ thống sưởi, thông gió và điều hòa không khí. Ngôi nhà có nhiều hệ thống mái khác nhau để chống mưa. Có cửa và khóa bảo vệ. Nhà hiện đại thường có phòng ngủ, phòng tắm, nhà bếp và phòng khách. Có thể có phòng ăn riêng hoặc tích hợp. Một số ngôi nhà lớn có phòng giải trí. Gia súc có thể chia sẻ không gian với con người.

## Thuật ngữ

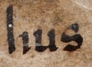
Hus, một từ tiếng Anh cổ

Từ tiếng Anh house trực tiếp bắt nguồn từ tiếng Anh cổ hus có nghĩa là "nơi ở, chỗ trú, nhà", từ đó bắt nguồn từ Proto-Germanic husan (được tái tạo lại qua phân tích nguồn gốc) với nguồn gốc không rõ. Chính ngôi nhà đã tạo ra chữ 'B' thông qua một biểu tượng chữ viết cổ tiếng Semit cổ biểu thị một ngôi nhà. Biểu tượng này được gọi là "bayt", "bet" hoặc "beth" trong các ngôn ngữ liên quan khác nhau và trở thành beta, chữ cái Hy Lạp, trước khi được sử dụng bởi người La Mã. Beit trong tiếng Ả Rập có nghĩa là nhà, trong khi ở tiếng Malta bejt chỉ chỗ mái nhà.

## Các yếu tố

### Bố cục

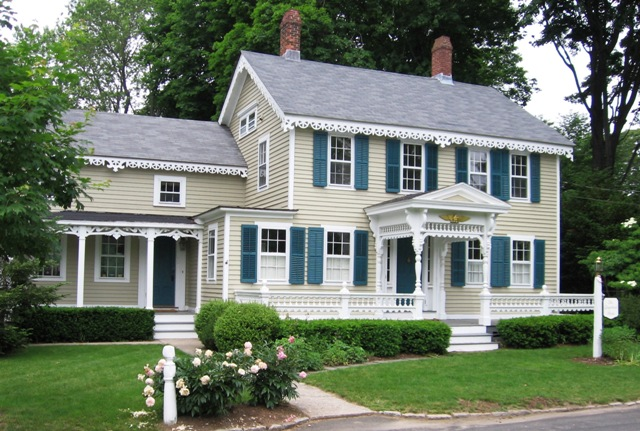
Ví dụ về một ngôi nhà "Gingerbread House" kiểu Kiến trúc Victor sớm tại Connecticut, Hoa Kỳ, được xây dựng vào năm 1855.

Ngôi nhà được thiết kế để đáp ứng nhu cầu của người sử dụng. Phong thủy, một phương pháp từ Trung Quốc, tập trung vào việc tạo ra sự hài hòa trong không gian bên trong ngôi nhà. Tuy nhiên, hiệu quả của phong thủy vẫn chưa được chứng minh. Nó cũng có thể ám chỉ "hào quang" tồn tại trong và xung quanh ngôi nhà, tạo nên sự liên kết giữa không gian trong nhà và ngoài trời trong mối quan hệ bất động sản.
Diện tích của một ngôi nhà ở Hoa Kỳ được tính dựa trên "không gian sống", không tính đến nhà để xe và các không gian không sinh hoạt. Trong khi đó, ở châu Âu, diện tích được báo cáo dựa trên các bức tường bao quanh ngôi nhà, bao gồm cả nhà để xe liên kết và không gian không sinh sống. Số tầng hoặc cấp độ của ngôi nhà cũng có thể ảnh hưởng đến diện tích của nó.

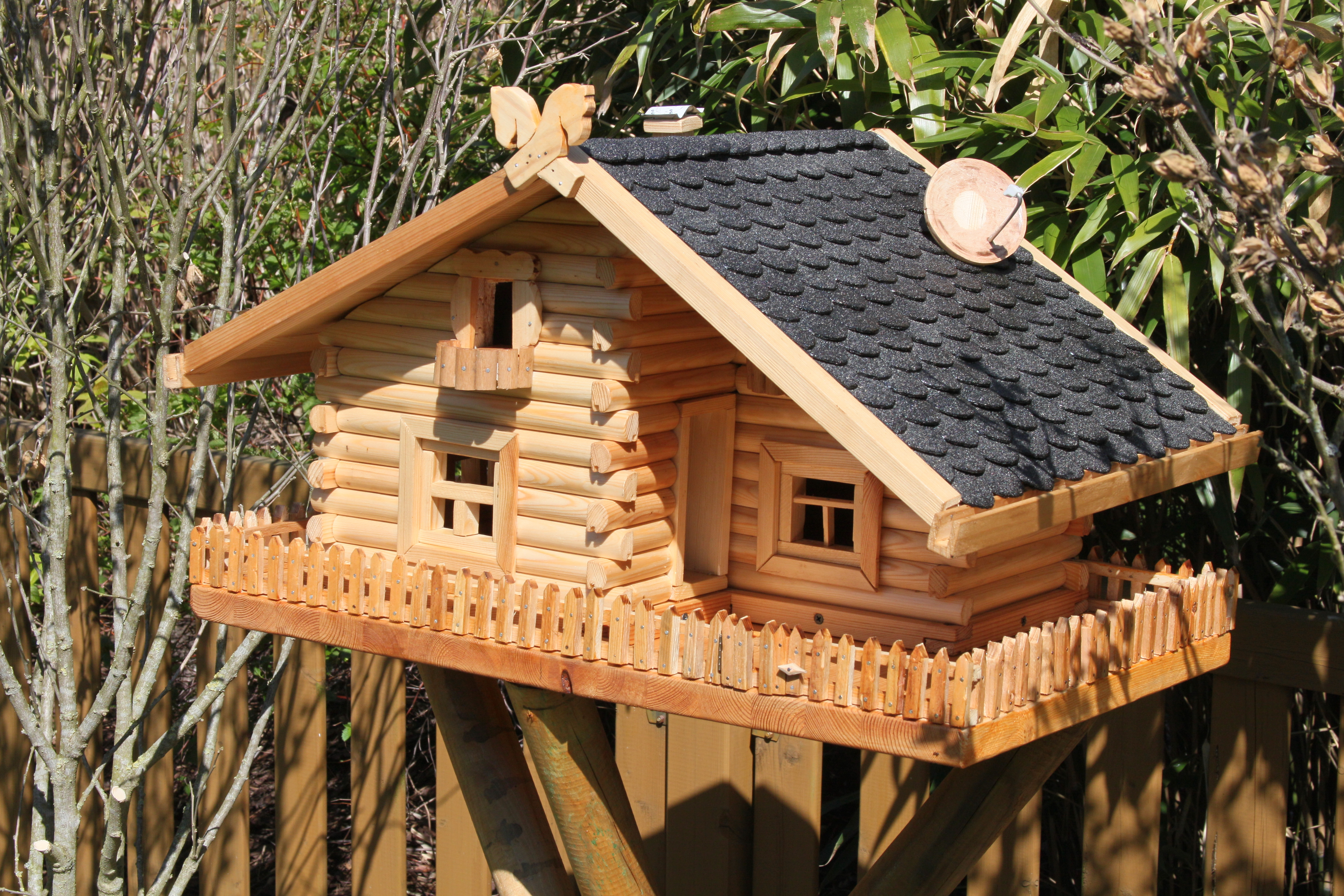
Birdhouse được làm trông giống như một ngôi nhà thực sự.

Con người thường xây dựng nhà cho động vật nuôi hoặc động vật hoang dã, thường có cấu trúc tương tự như những phiên bản thu nhỏ của ngôi nhà con người. Các loại nhà dành cho động vật mà con người xây dựng bao gồm chuồng chim, chuồng gà và chuồng chó. Trong khi đó, động vật nông nghiệp thường sống trong nhà kho và chuồng ngựa.

### Các bộ phận
Trong nhiều ngôi nhà, ta thường thấy các phòng lớn đáp ứng các chức năng đặc biệt, và cũng có các phòng nhỏ vì nhiều lý do khác nhau. Các phòng này có thể bao gồm khu vực sinh hoạt / ăn uống, khu vực ngủ và (nếu có) các khu vực rửa và nhà vệ sinh riêng biệt hoặc kết hợp. Một số ngôi nhà lớn còn có các tiện ích đặc biệt như phòng spa, bể bơi trong nhà, sân chơi bóng rổ và các tiện nghi "không thiết yếu". Trong các xã hội truyền thống nông nghiệp, đôi khi vật nuôi như gà hoặc gia súc lớn cũng được chia sẻ không gian sống với con người. Hầu hết các ngôi nhà hiện đại thường có ít nhất một phòng ngủ, phòng tắm, nhà bếp hoặc khu vực nấu ăn và một phòng khách. Các phòng trong ngôi nhà thường được đặt tên tương tự như các phòng trong các tòa nhà khác.
- Hòn non
- Sảnh
- Gác lửng
- Tầng hầm/Gian hầm
- Phòng tắm
- Phòng ngủ (hoặc phòng trẻ em)
- Phòng nhỏ / phòng để đồ
- Nhà kính
- Phòng ăn
- Phòng gia đình hoặc phòng riêng
- Lò sưởi
- Sảnh đợi
- Phòng trước
- Garage
- Hành lang / Đường hành lang / Sảnh tiếp khách
- Bếp lửa
- Phòng để thức ăn
- Phòng giặt
- Thư viện
- Phòng khách
- Gác mái
- Khu ngồi
- Phòng chứa đồ
- Phòng khách
- Ghế đình / Hòn ghế
- Phòng giải trí / phòng chơi / Phòng truyền hình
- Đền thờ để phục vụ các hoạt động tôn giáo liên quan đến gia đình
- Cầu thang
- Phòng nắng
- Bể bơi
- Cửa sổ
- Phòng thợ

## Lịch sử

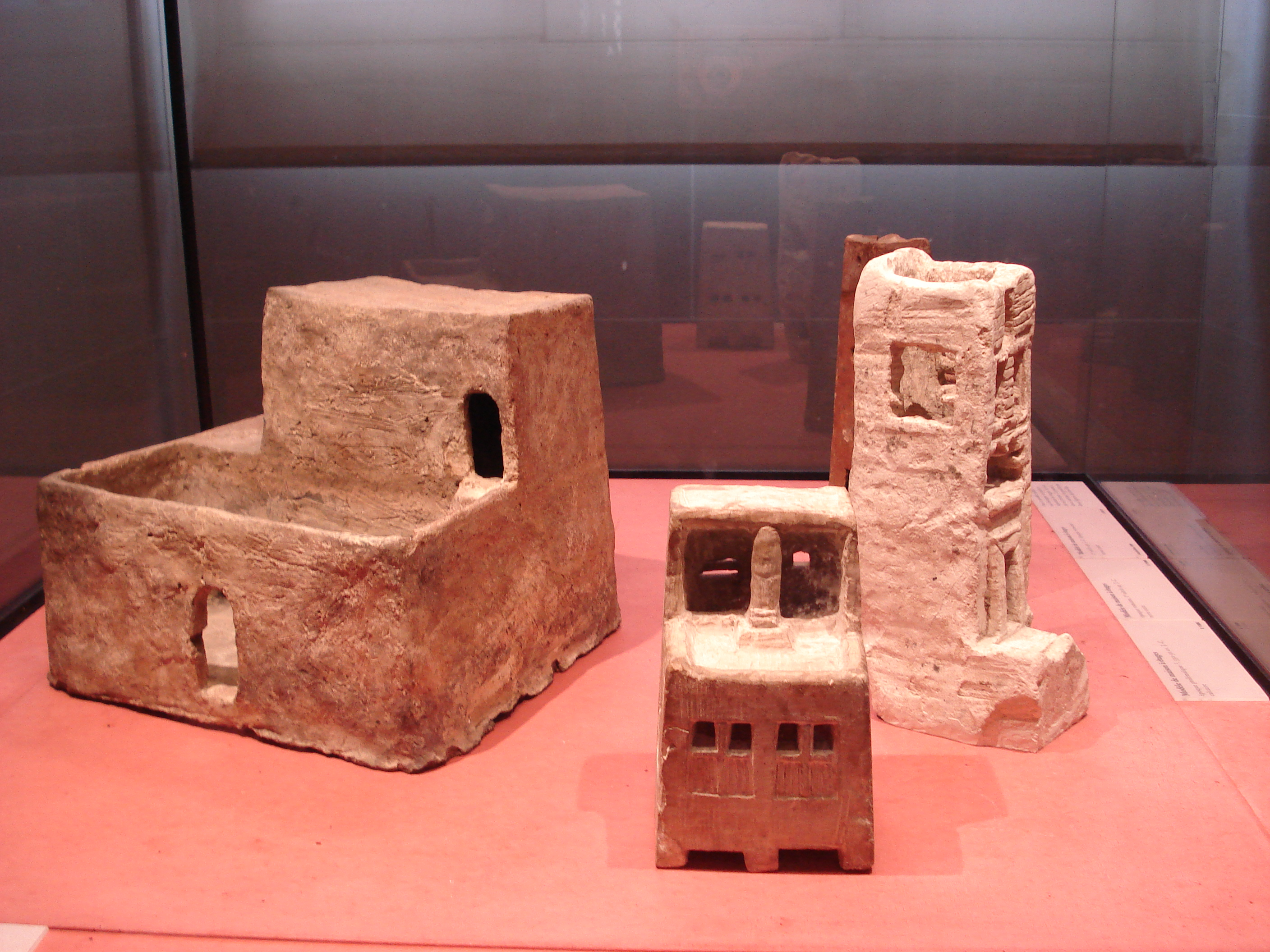
Những mô hình của một số ngôi nhà cổ Ai Cập, tại Bảo tàng Louvre.

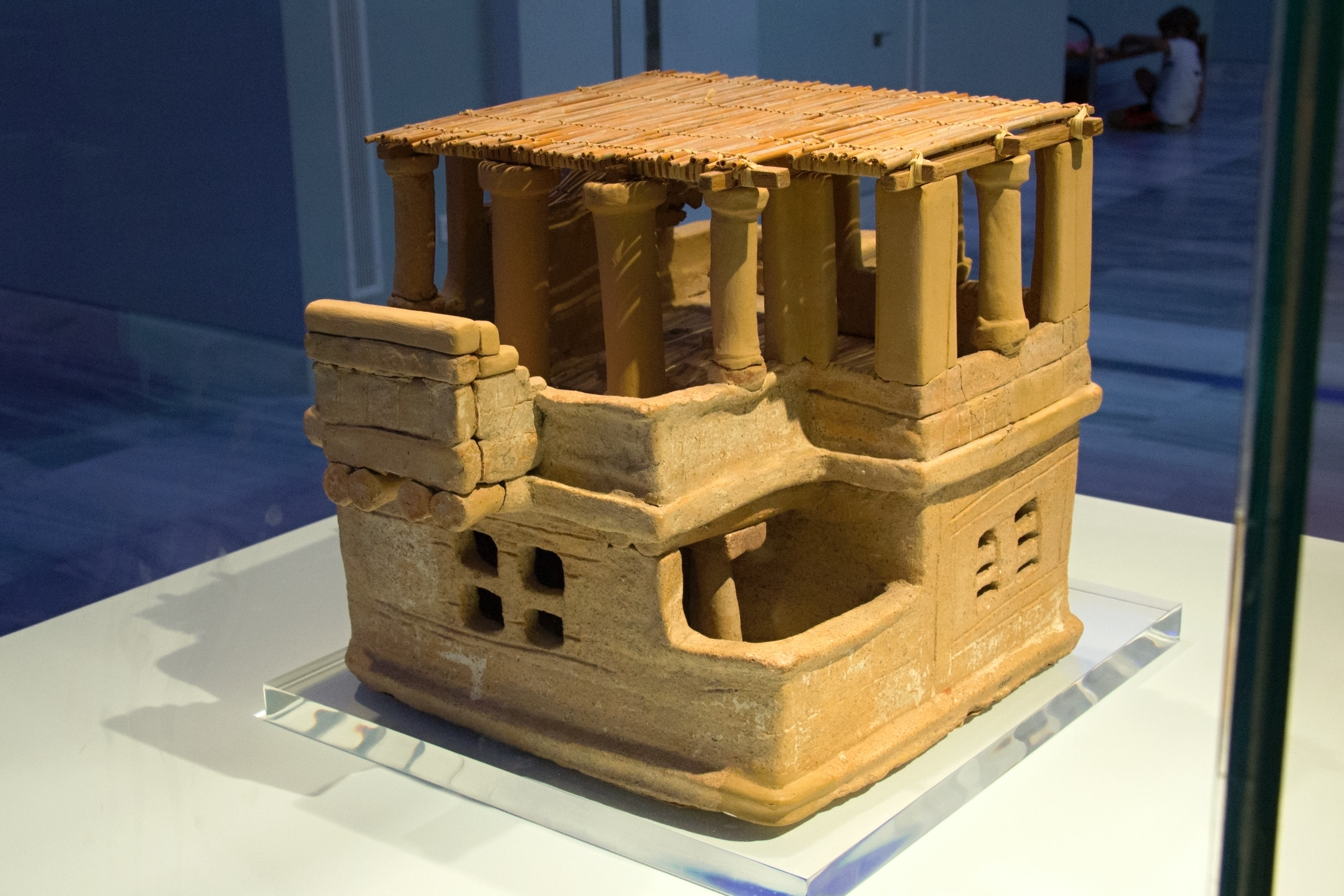
Mô hình ngôi nhà dân tộc Minoan, khoảng 1700-1675 trước Công nguyên, gốm sứ, tại Bảo tàng Khảo cổ Heraklion (Heraklion, Hy Lạp).

Bản vẽ sơ đồ tầng của một ngôi nhà "foursquare".

Hiện chưa có nhiều thông tin về nguồn gốc ban đầu của ngôi nhà và không gian bên trong nó, nhưng nó có thể được truy nguyên về hình thức cơ bản nhất của những nơi trú ẩn. Một ngôi nhà đã được bảo tồn tốt đẹp, được xây dựng vào thế kỷ thứ năm trước Công nguyên và vẫn còn giữ nguyên nội dung ban đầu, đã được khai quật tại Tell Madhur ở Iraq. Theo lý thuyết của kiến trúc sư La Mã cổ đại Vitruvius, ngôi nhà đầu tiên có hình dạng của một khung gỗ được hoàn thiện bằng bùn, còn được gọi là "hạc hương thô".
Philip Tabor sau đó cho rằng những ngôi nhà Hà Lan trong thế kỷ 17 đã có đóng góp quan trọng trong việc phát triển kiến trúc nhà ở hiện đại.
Theo ý tưởng về ngôi nhà, Hà Lan là quê hương của ngôi nhà. Ý tưởng này chủ yếu được hình thành trong giai đoạn đầu của thế kỷ 17, khi Hà Lan tích lũy một lượng vốn chưa từng thấy và vô song, và đồng thời tập trung tài chính của họ vào không gian nội địa.

### Thời Trung Cổ
Trong thời Trung Cổ, các nhà trang trại (Manor Houses) hỗ trợ các hoạt động và sự kiện khác nhau. Ngoài ra, các ngôi nhà này chứa đựng nhiều người, bao gồm gia đình, người thân, nhân viên, người hầu và khách của họ. Cuộc sống của họ chủ yếu là cộng đồng, với các khu vực như Đại sảnh thúc đẩy phong tục ăn uống và họp mặt, và Solar dùng để chia sẻ giường ngủ.
Trong thế kỷ 15 và 16, kiến trúc Phục hưng Ý có sự xuất hiện của nhiều phòng kết nối với nhau. Không giống với những đặc điểm và mục đích của các nhà trang trại, hầu hết các phòng của palazzo không có mục đích cụ thể nhưng được trang bị nhiều cửa. Những cánh cửa này liên kết các phòng mà Robin Evans mô tả như "một mạng lưới các phòng riêng biệt nhưng kết nối chặt chẽ." Cấu trúc này cho phép người sử dụng tự do di chuyển từ phòng này sang phòng khác thông qua các cánh cửa, vượt qua ranh giới của sự riêng tư.
"Khi đã vào trong, cần phải đi từ một phòng đến phòng khác, sau đó đến phòng tiếp theo để qua cả công trình. Khi sử dụng các hành lang và cầu thang, như thường thấy, chúng gần như luôn luôn kết nối chỉ một không gian với một không gian khác, không phục vụ như những đường dẫn chung chung cho việc di chuyển. Do đó, mặc dù cấu trúc kiến trúc chính xác được tạo ra bằng việc thêm phòng này lên phòng khác, ngôi biệt thự, về mặt sử dụng, là một kế hoạch mở, tương đối thấm cho nhiều thành viên trong gia đình." Mặc dù công khai, kế hoạch mở này khuyến khích sự giao tiếp và kết nối xã hội cho tất cả người cư trú.
Một ví dụ sớm về việc tách biệt các phòng và tăng cường sự riêng tư có thể được tìm thấy năm 1597 tại Beaufort House xây dựng ở Chelsea, Luân Đôn. Nó được thiết kế bởi kiến trúc sư người Anh John Thorpe viết trong kế hoạch của mình, "A Long Entry through all". Sự tách biệt giữa hành lang và phòng phát triển chức năng của hành lang. Sự mở rộng mới này đã là một cách đột phá vào thời điểm đó, cho phép tích hợp một cửa vào từng phòng, trong đó tất cả kết nối với cùng một hành lang. Nhà kiến trúc sư người Anh Sir Roger Pratt nói "con đường thông thường ở giữa suốt chiều dài của ngôi nhà, [tránh] việc các phòng này làm phiền lẫn nhau bằng cách đi qua liên tục." Hệ thống xã hội trong thế kỷ 17 được coi trọng, khi kiến trúc có thể tượng trưng cho đối tượng của người hầu và tầng lớp thượng lưu. Sự riêng tư được cung cấp cho người cư trú khi Pratt khẳng định, "người hầu thông thường không được xuất hiện công khai khi di chuyển qua lại cho công việc của họ." Sự chia rẽ xã hội này giữa giàu và nghèo đã tạo điều kiện cho sự tích hợp vật lý của hành lang vào nhà ở vào thế kỷ 19.
Nhà xã hội học gia Witold Rybczynski viết rằng, "phân chia ngôi nhà thành các khu vực sử dụng ban ngày và ban đêm, và thành các khu vực trang trọng và phi trang, đã bắt đầu." Các phòng đã chuyển từ công khai sang riêng tư khi các cửa vào đơn lẻ tạo ra khái niệm đi vào một phòng với mục đích cụ thể.

### Cuộc Cách mạng Công nghiệp
So với các ngôi nhà quy mô lớn ở Anh và thời Phục hưng, ngôi nhà Hà Lan trong thế kỷ 17, được gọi là "Thời kỳ Vàng Hà Lan", nhỏ hơn và chỉ có từ bốn đến năm thành viên sinh sống. Điều này là do họ chấp nhận "tự cung ứng" trái ngược với sự phụ thuộc vào người hầu và thiết kế cho một lối sống tập trung vào gia đình. Việc tách biệt công việc và đời sống gia đình là rất quan trọng đối với người Hà Lan, vì nhà trở thành một nơi trốn chạy và một nơi của sự thoải mái. Cách sống và ngôi nhà này đã được nhận thấy là rất tương đồng với gia đình đương đại và nơi ở của họ.
Vào cuối thế kỷ 17, bố trí ngôi nhà đã được biến đổi để trở thành một không gian không liên quan đến công việc, khẳng định những ý tưởng này cho tương lai. Điều này đã được ưa chuộng trong cuộc cách mạng công nghiệp, với sự gia tăng của sản xuất nhà máy quy mô lớn và công nhân. Bố trí ngôi nhà Hà Lan và các chức năng của nó vẫn còn phù hợp ngày nay.

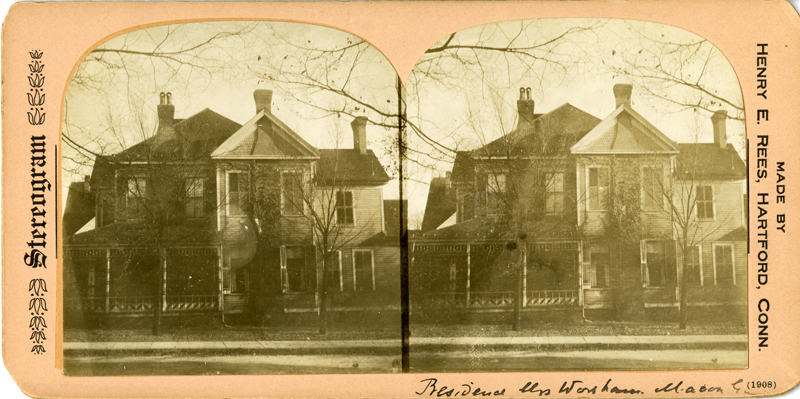
Hình ảnh không gian 3D của 988 High Street, ngôi nhà Worsham, khoảng năm 1880.

### Thế kỷ 19 và 20

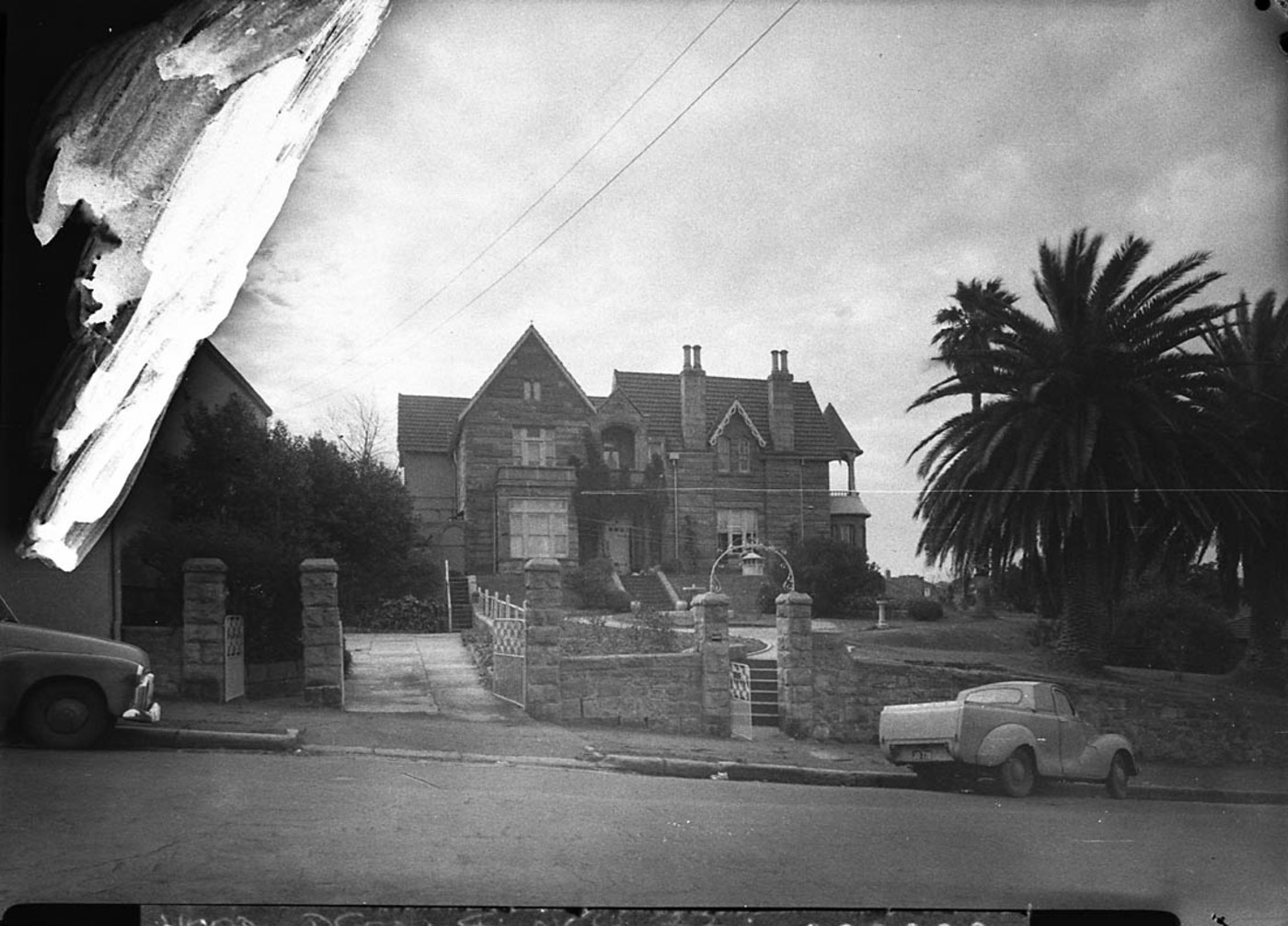
Ngôi nhà và phòng mạch của bác sĩ, số 8 Milford Ave, Randwick, New South Wales, Úc.

Trong ngữ cảnh Mỹ, một số nghề nghiệp như bác sĩ trong thế kỷ 19 và đầu thế kỷ 20 thường hoạt động từ phòng khách hoặc có một văn phòng hai phòng nằm riêng biệt với ngôi nhà. Tuy nhiên, vào giữa thế kỷ 20, sự gia tăng của trang thiết bị công nghệ cao đã tạo ra một sự thay đổi đáng kể, khi bác sĩ hiện đại thường làm việc từ một văn phòng hoặc bệnh viện.
Công nghệ và hệ thống điện tử đã gây ra vấn đề về sự riêng tư và vấn đề tách biệt cuộc sống cá nhân khỏi làm việc từ xa. Sự tiến bộ công nghệ trong việc giám sát và giao tiếp cho phép nhìn thấy các thói quen cá nhân và cuộc sống riêng tư. Kết quả là, "sự riêng tư trở nên ngày càng công khai hơn, [và] sự khao khát một cuộc sống gia đình bảo vệ tăng lên, được thúc đẩy bởi chính phương tiện truyền thông mà làm suy yếu nó," như Jonathan Hill viết. Công việc đã bị thay đổi bởi sự gia tăng của giao tiếp. "Sự tràn ngập thông tin," đã thể hiện sự cố gắng của công việc, thuận tiện để tiếp cận bên trong ngôi nhà. Mặc dù việc di chuyển giảm bớt, khao khát tách biệt giữa làm việc và sinh sống vẫn rõ ràng. Tuy nhiên, một số kiến trúc sư đã thiết kế những ngôi nhà mà trong đó ăn uống, làm việc và sinh sống được kết hợp với nhau.

## Hình ảnh

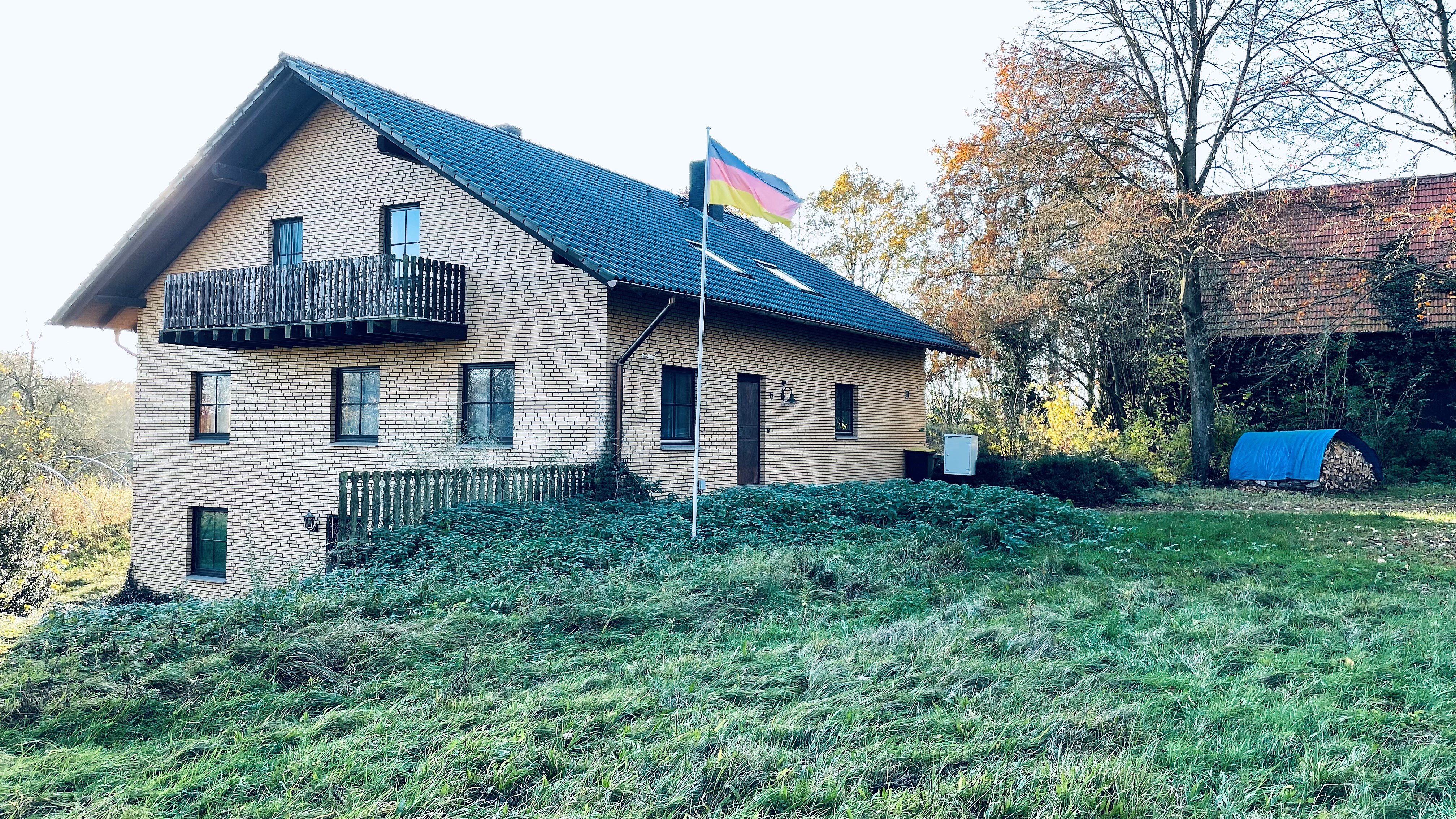
Ngôi nhà đồng quê hiện đại tại Đức
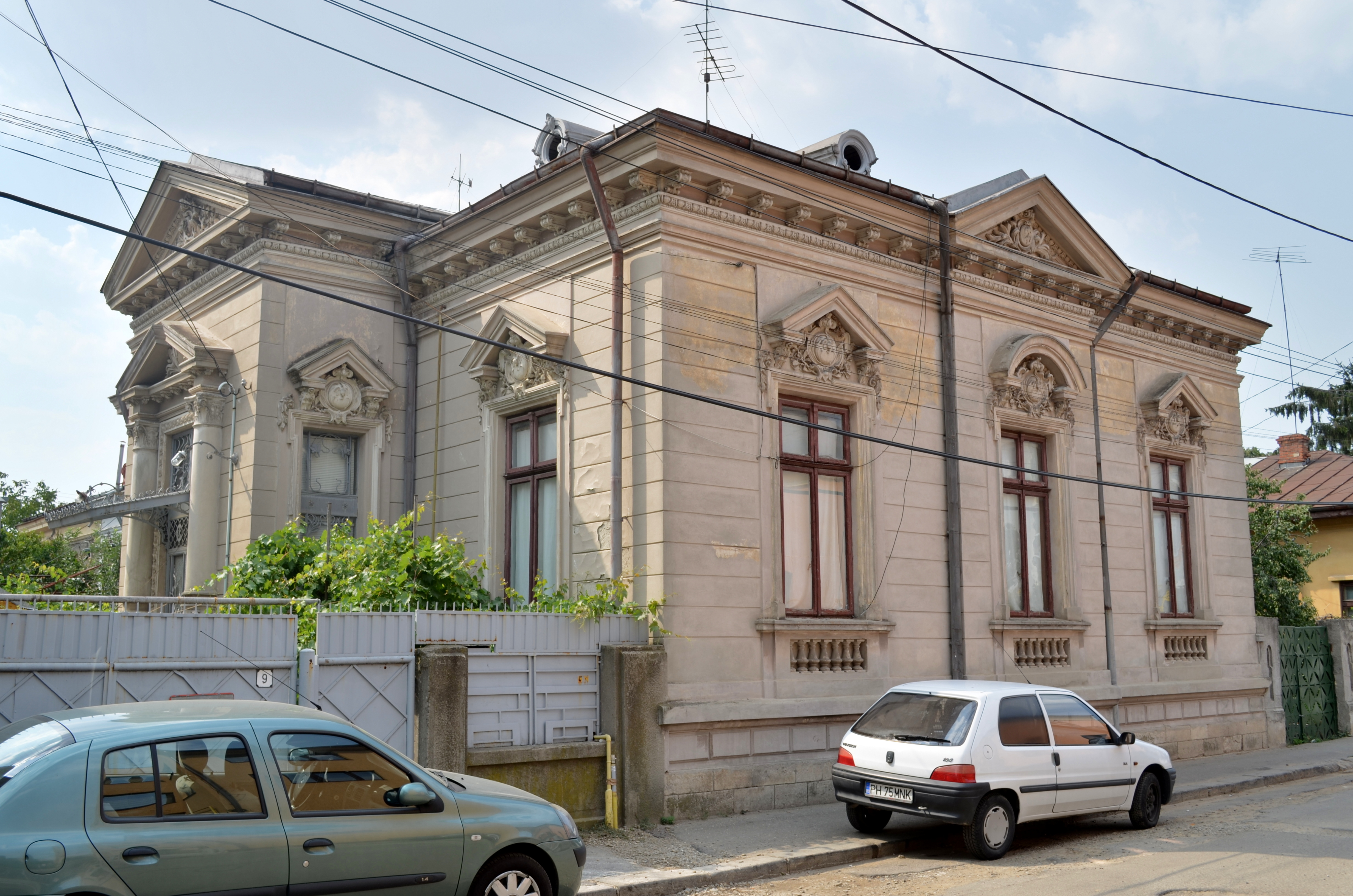
Ngôi nhà Belle Époque của Ion Popescu tại Ploiești, Romania
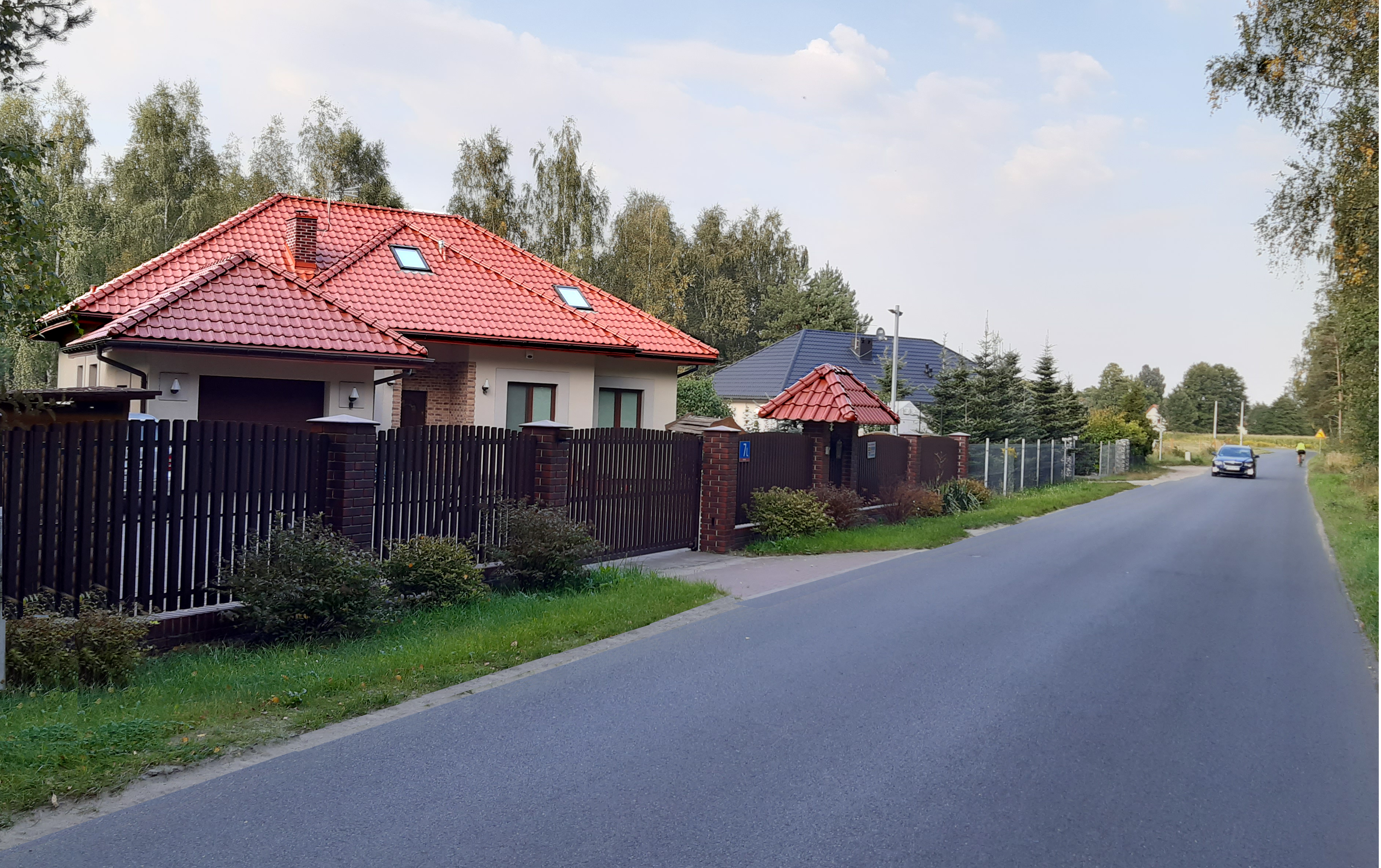
Ngôi nhà ngoại ô hiện đại tại Ba Lan
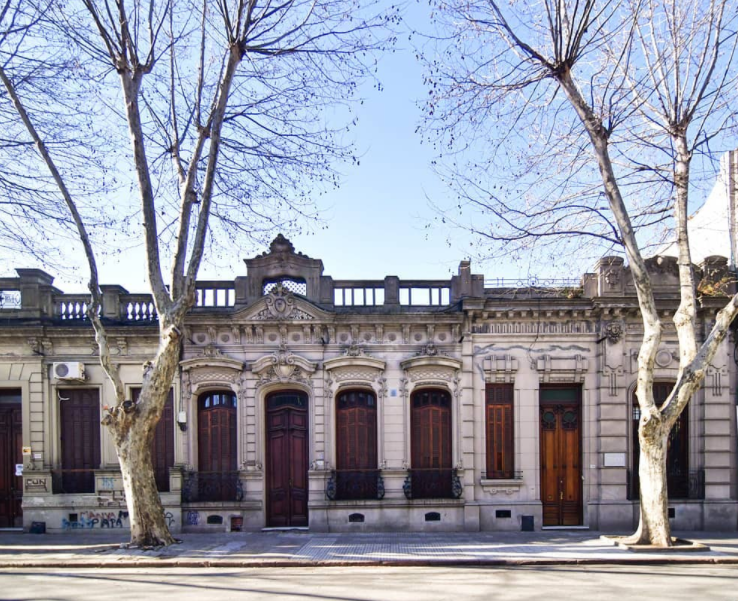
Những căn nhà tiêu chuẩn tại Uruguay
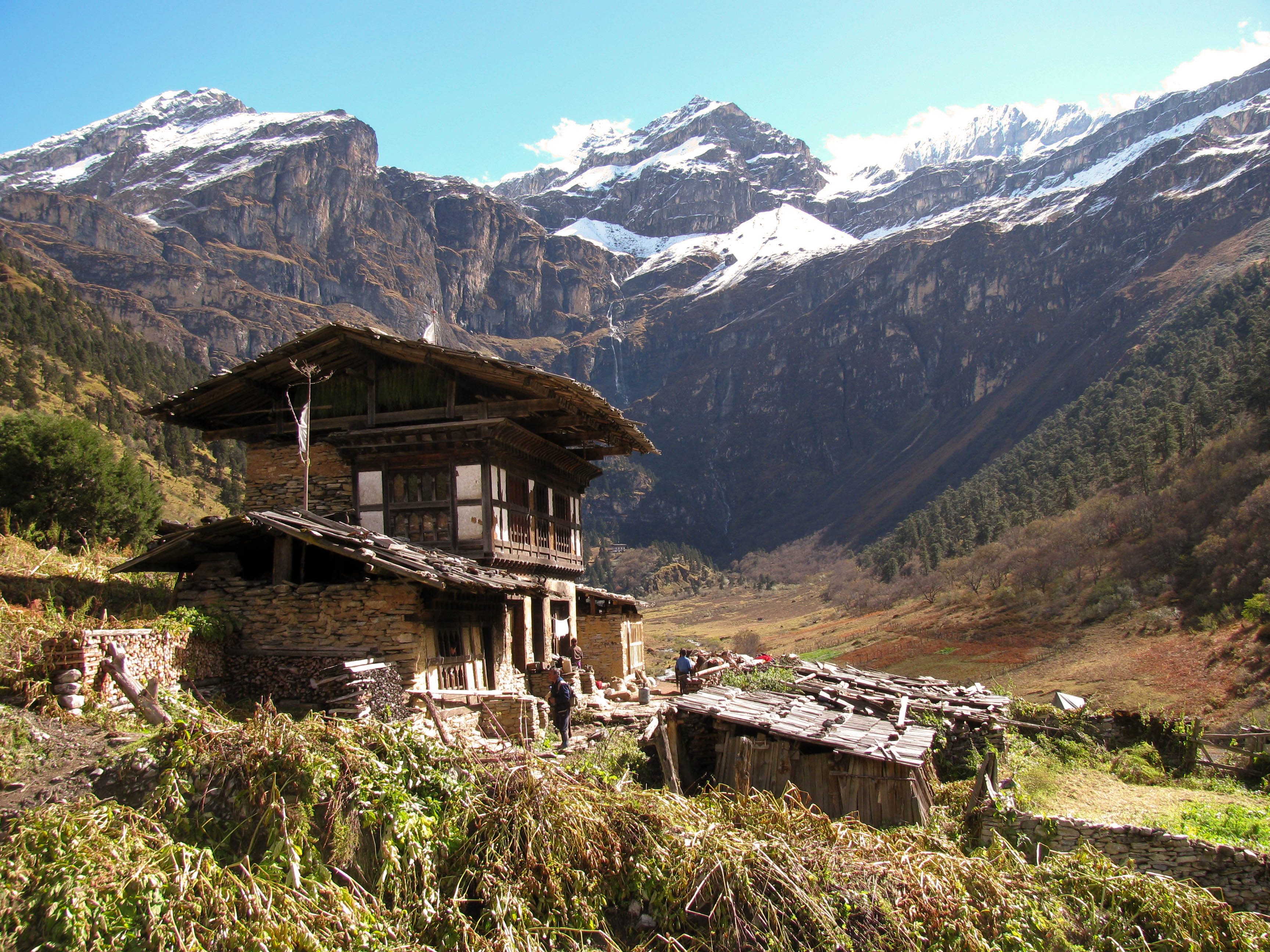
Ngôi nhà nông trại tại Bhutan
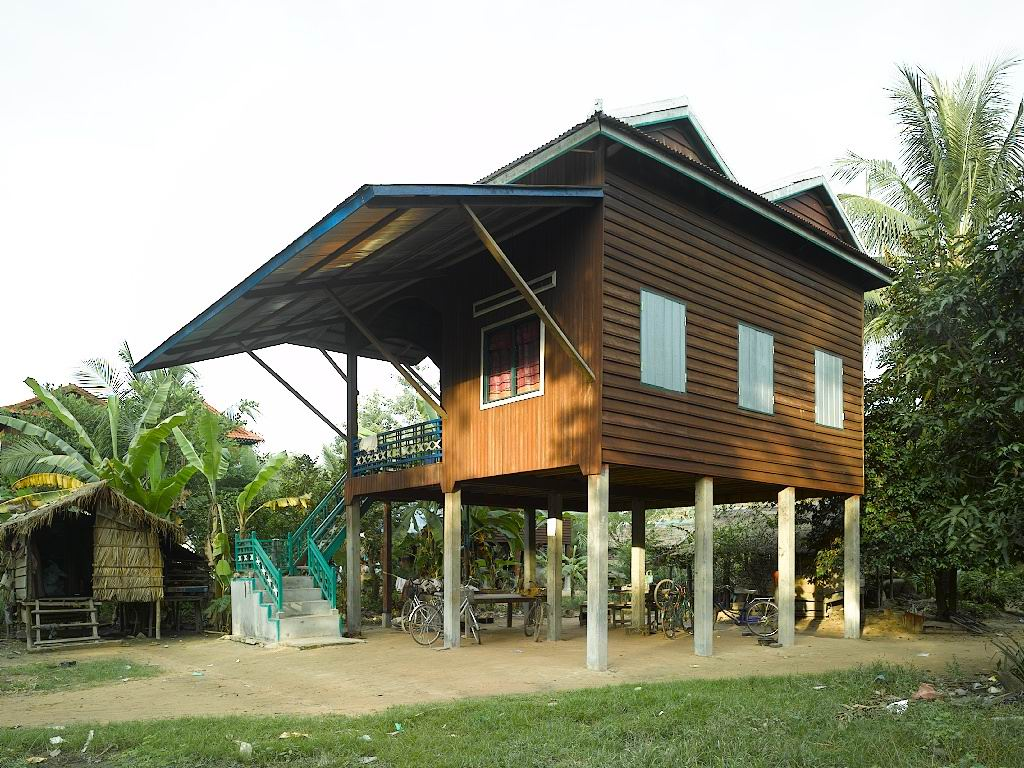
Ngôi nhà Khmer tại Campuchia
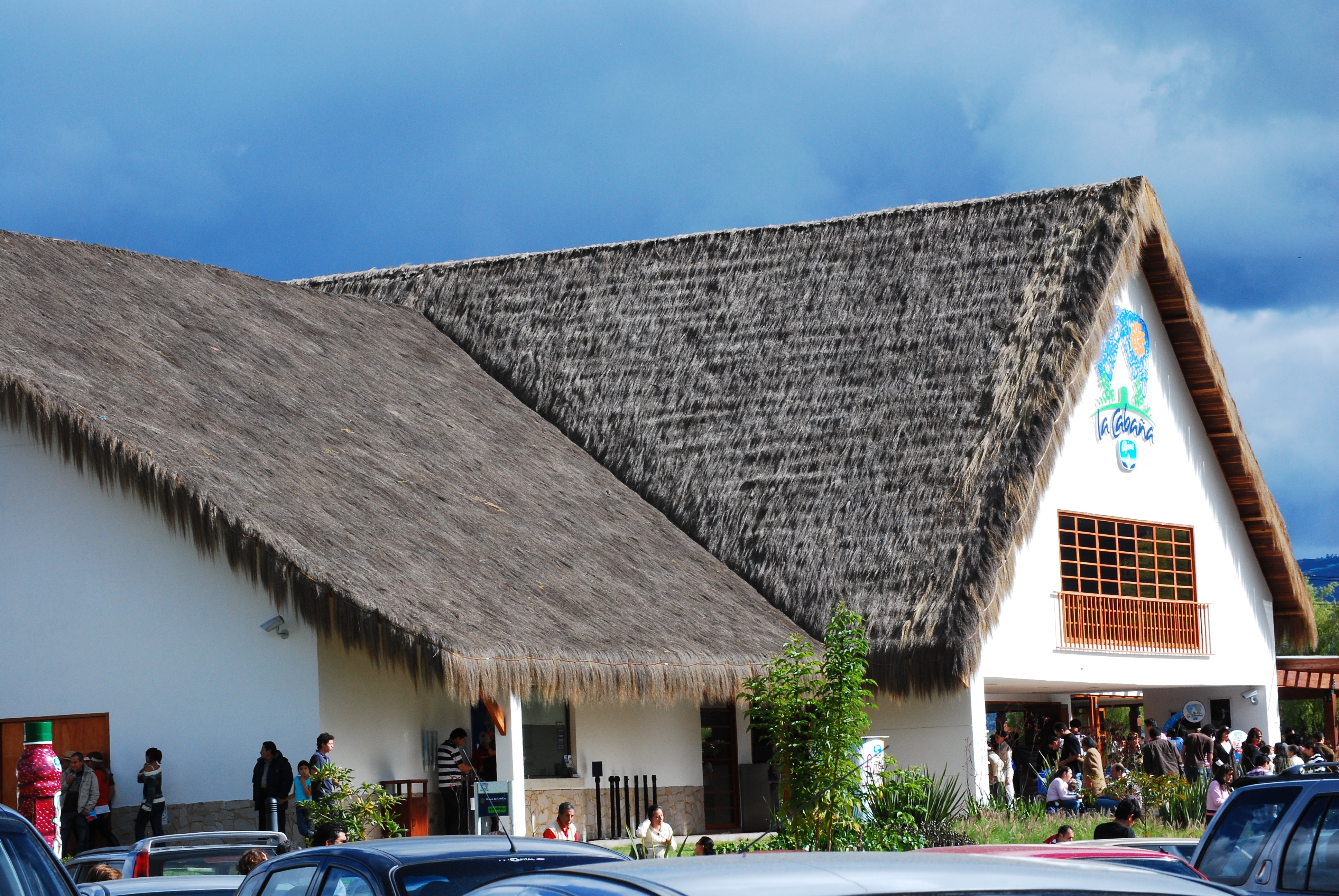
Ngôi nhà truyền thống tại Colombia
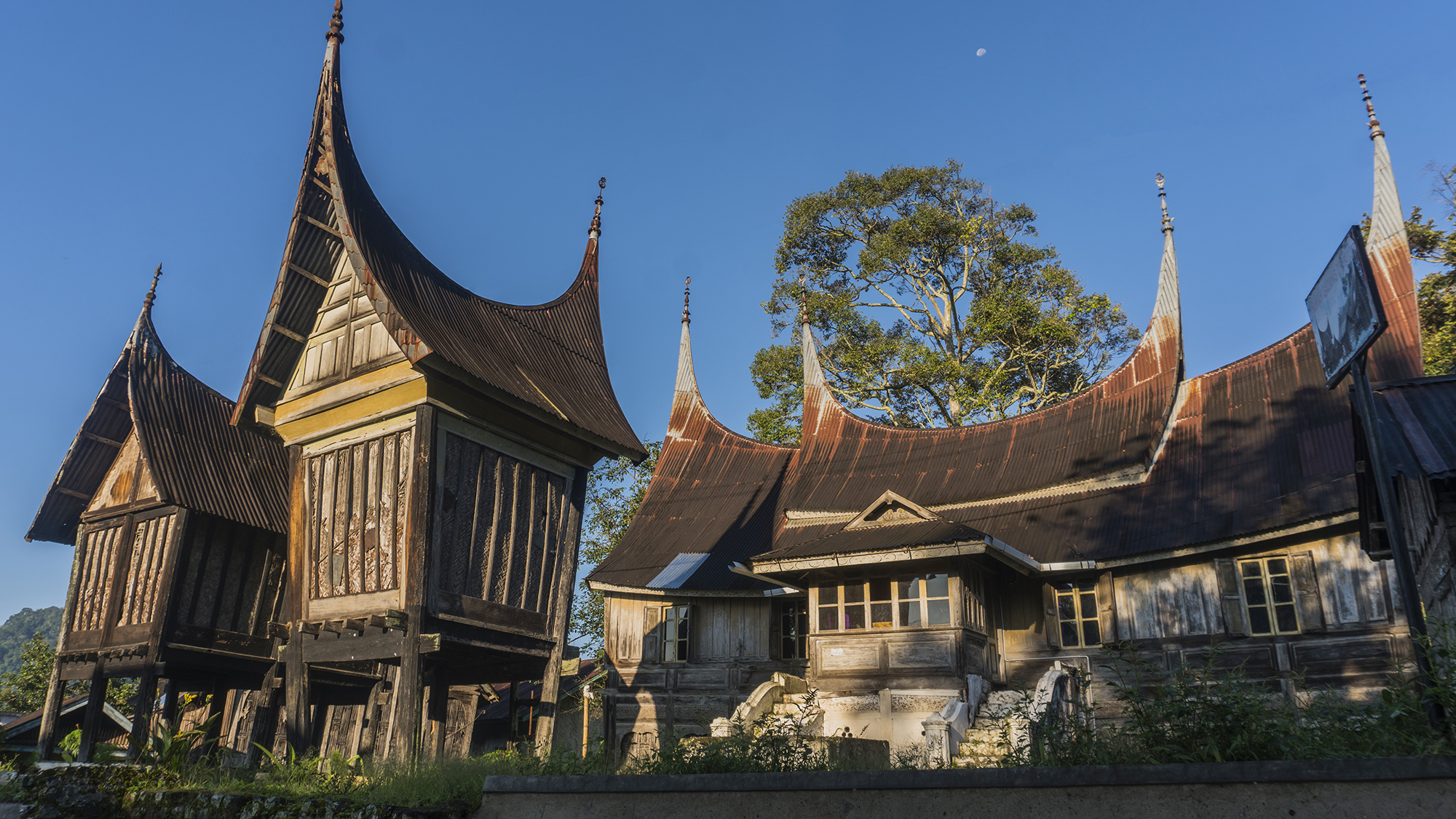
Ngôi nhà truyền thống Minangkabau tại Indonesia
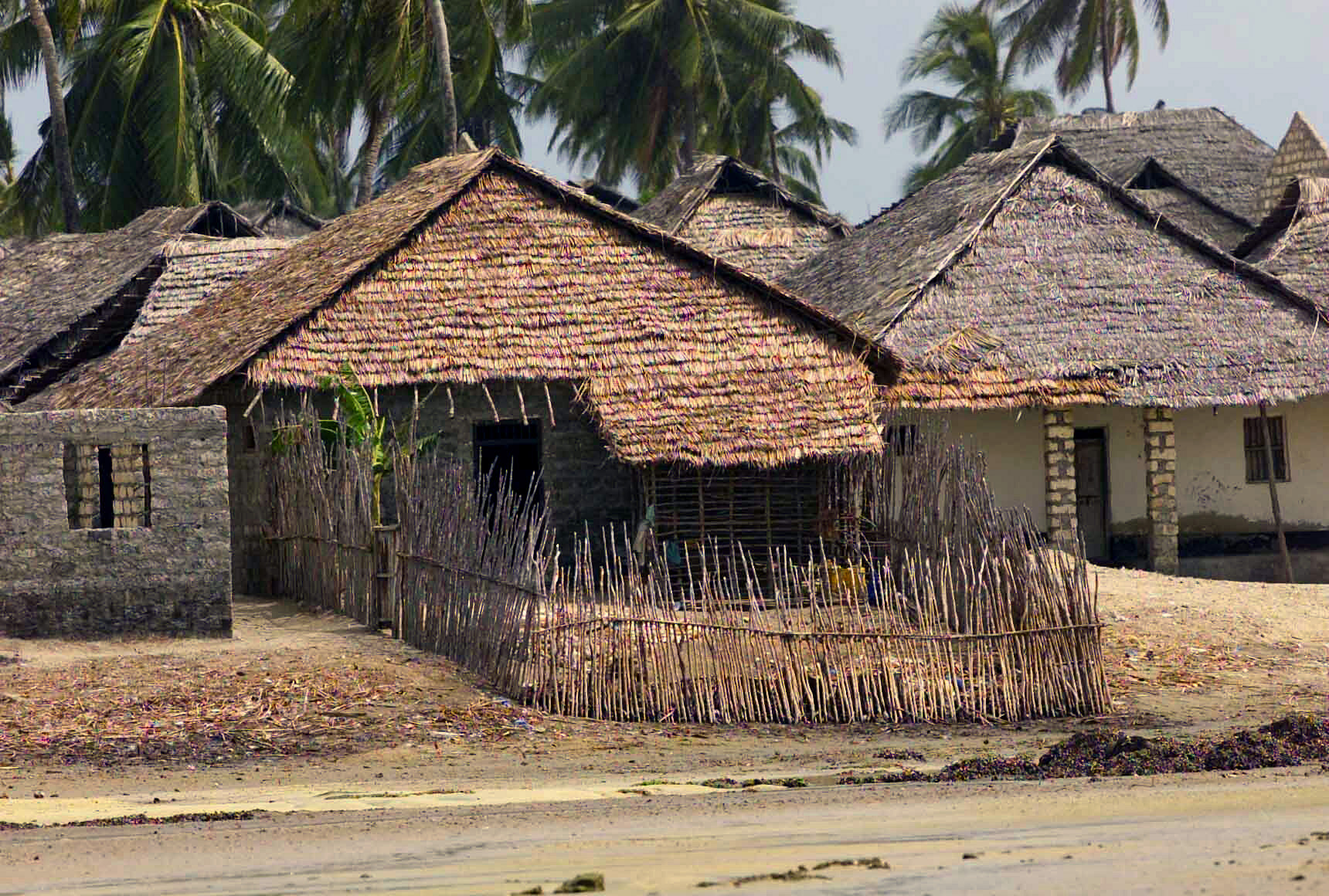
Những ngôi nhà truyền thống tại Faza, Kenya
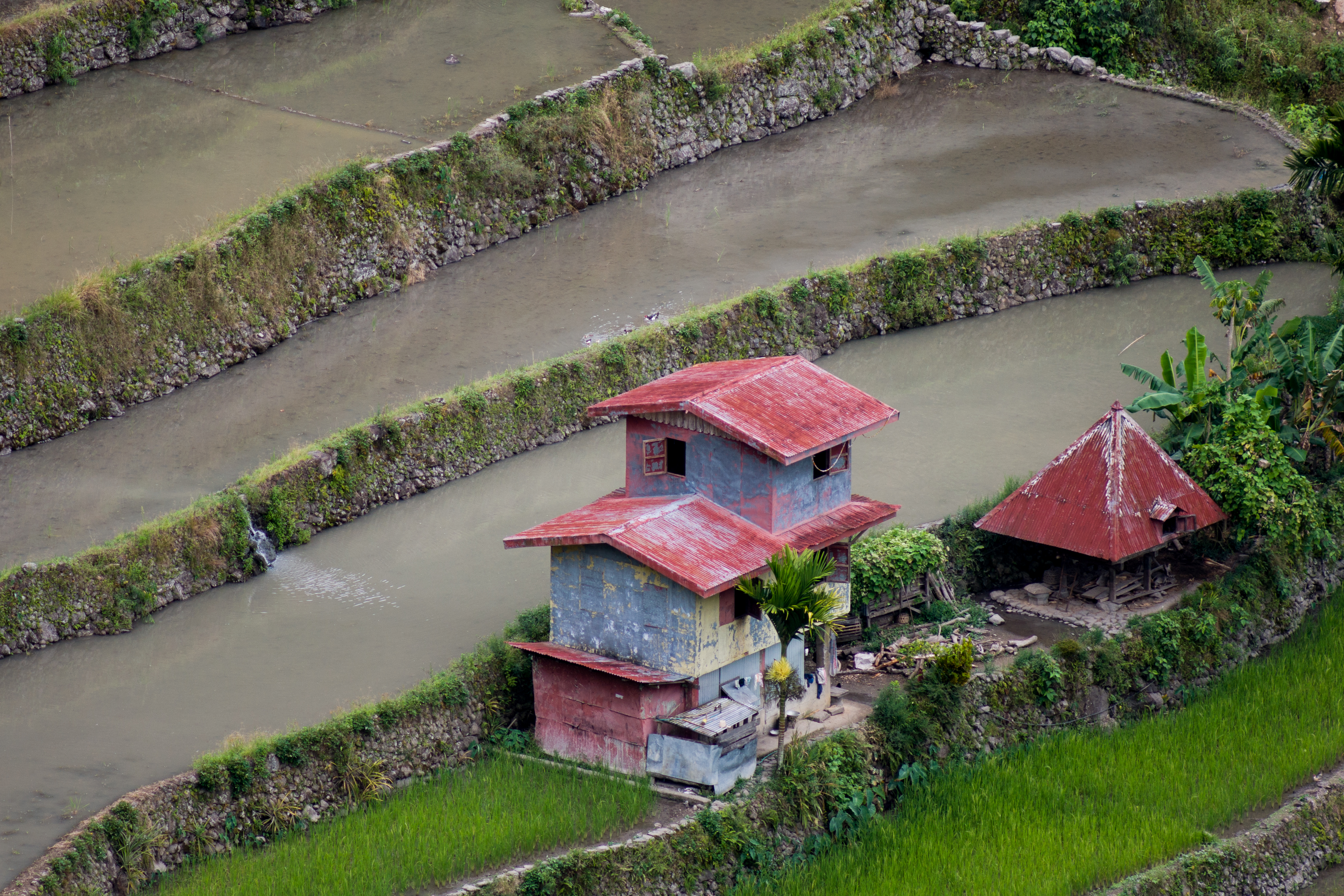
Ngôi nhà làng truyền thống tại Banaue, Philippines
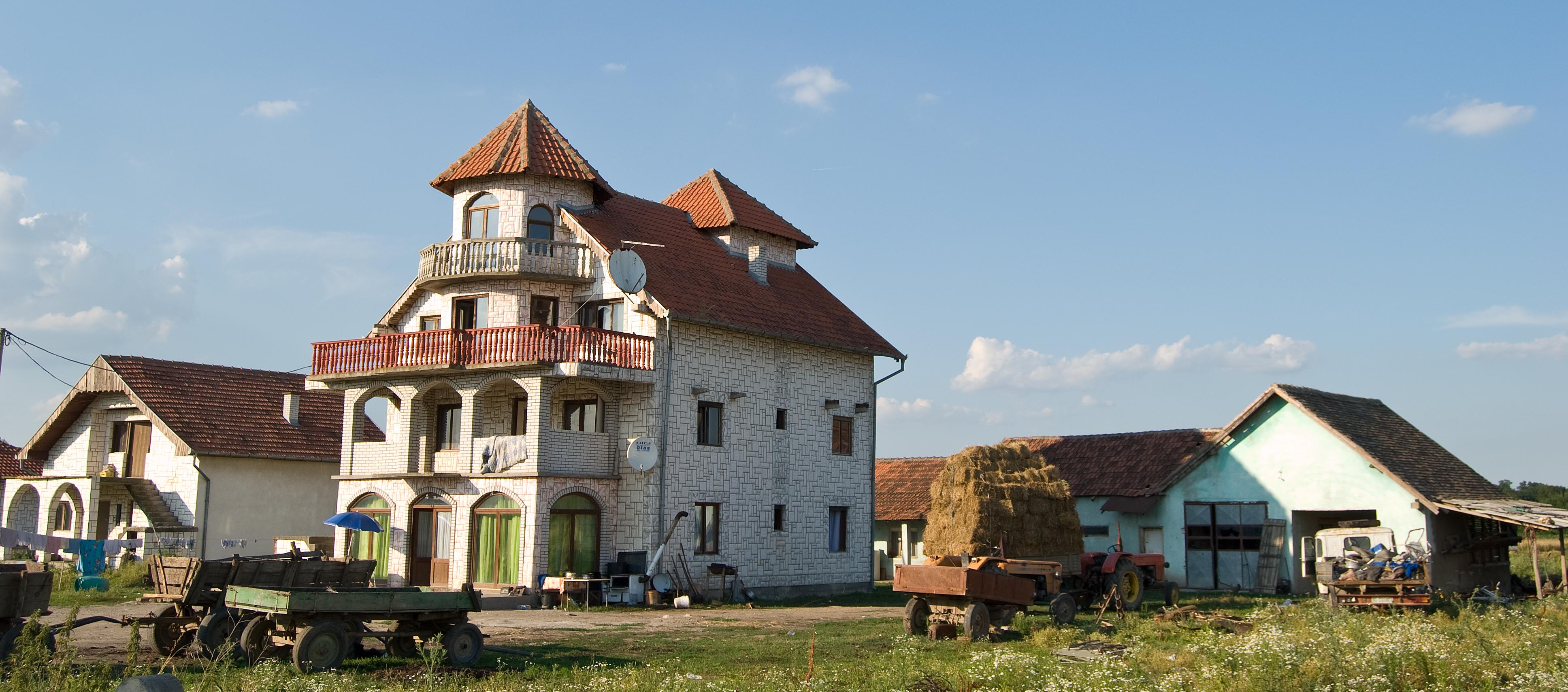
Ngôi nhà tại Brgule, Serbia
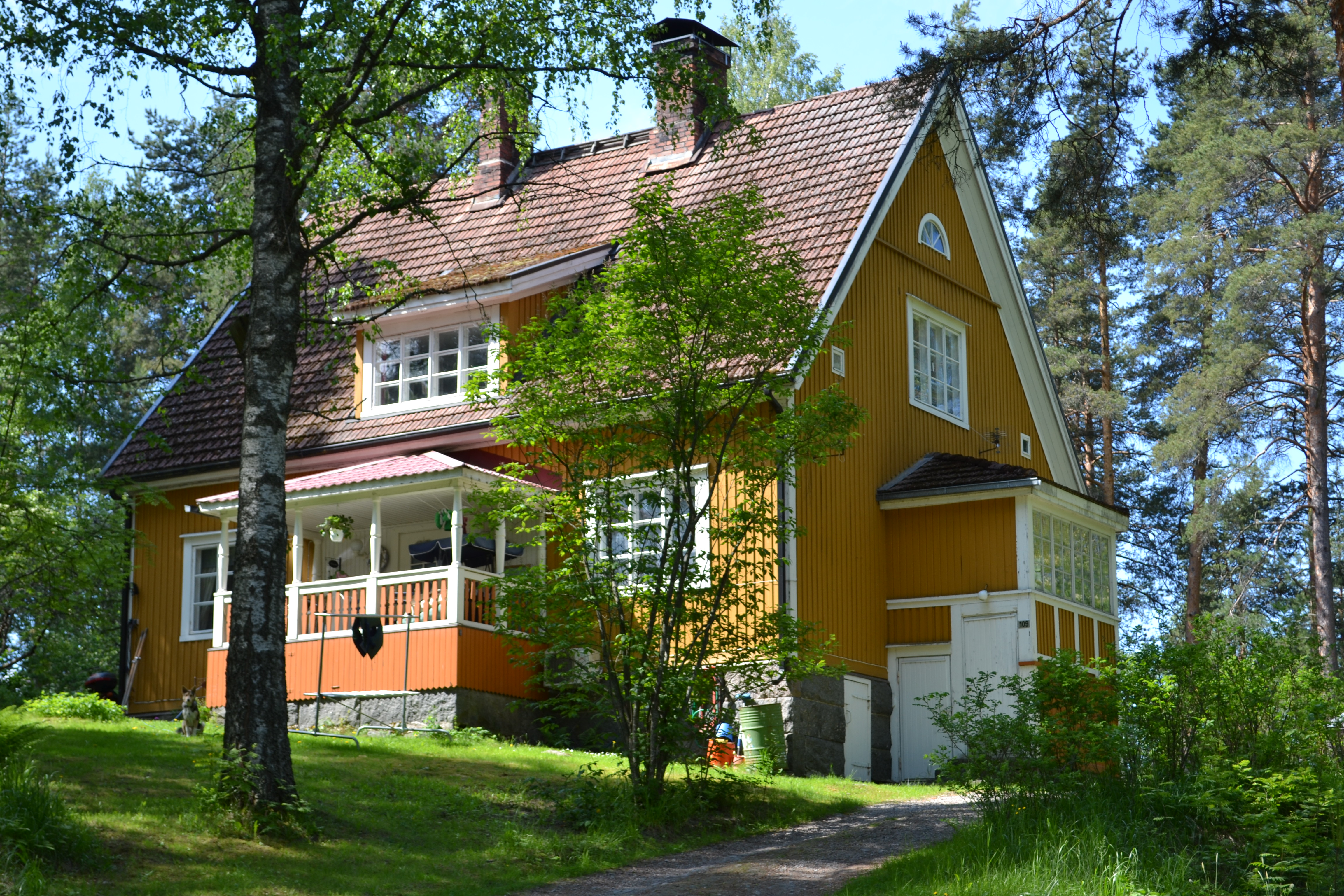
Một ngôi nhà Phần Lan truyền thống từ đầu thế kỷ 20 tại Jyväskylä
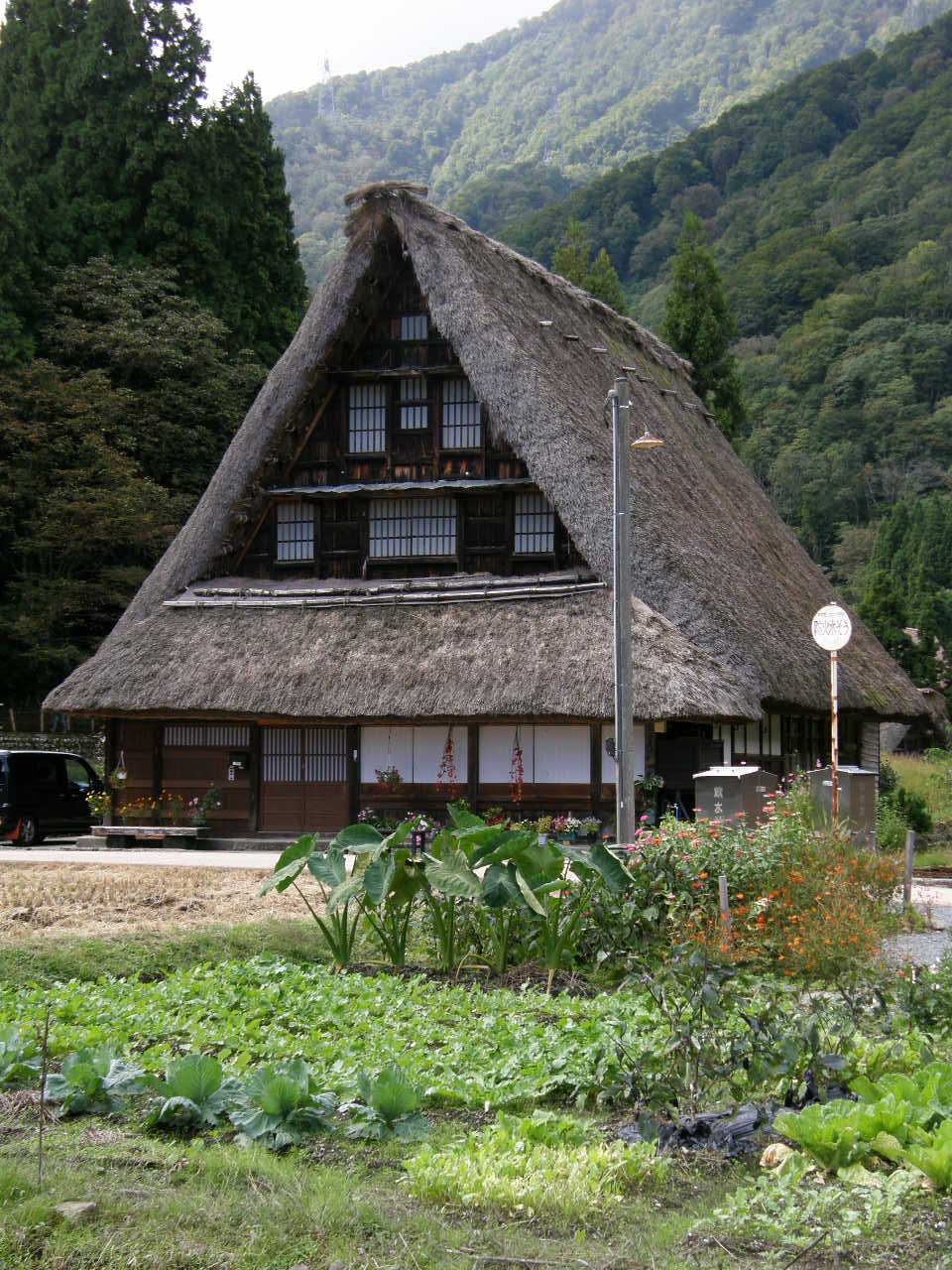
Ngôi nhà truyền thống tại Nhật Bản
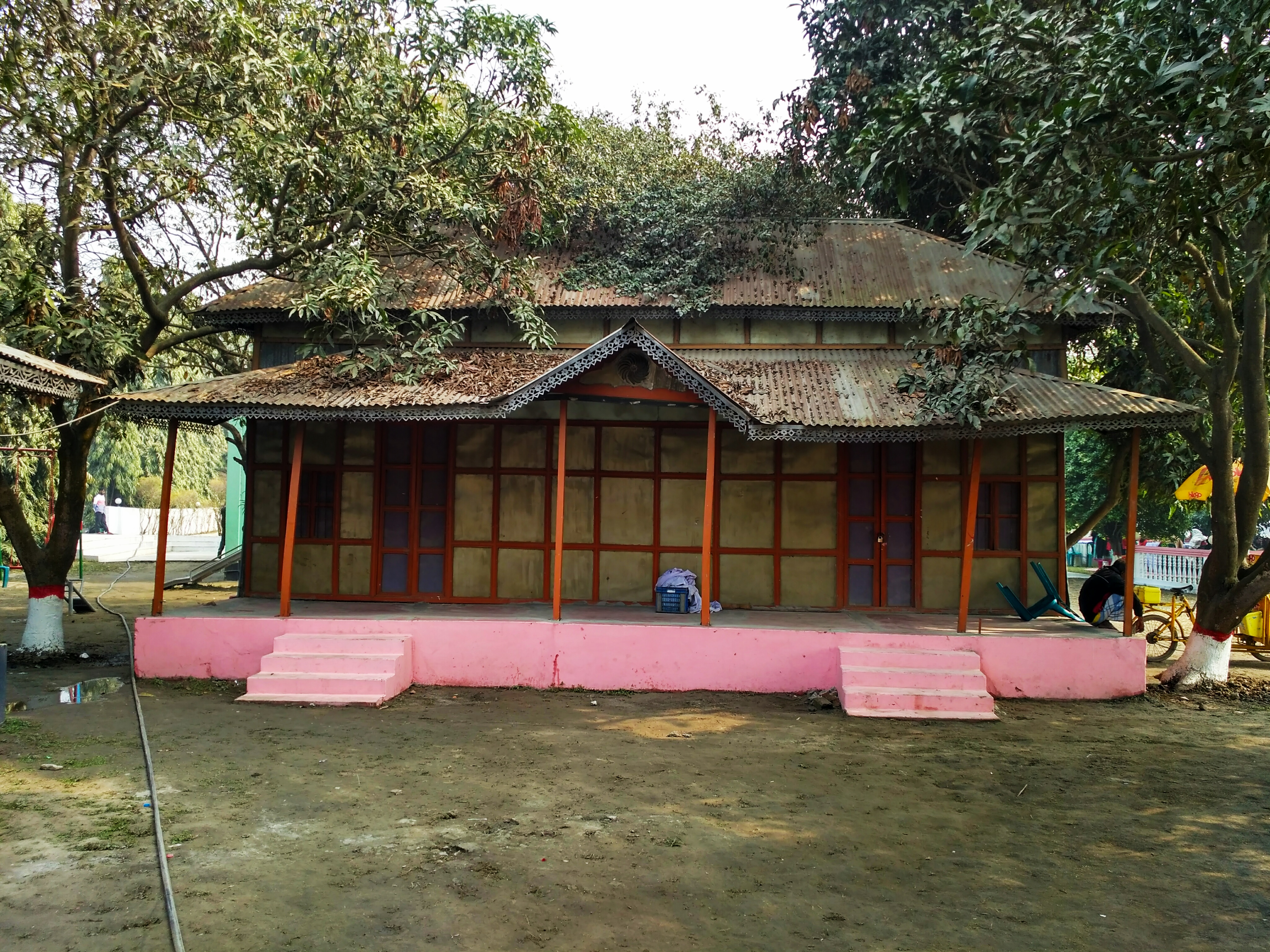
Ngôi nhà hai tầng truyền thống bằng tôn ở Bangladesh
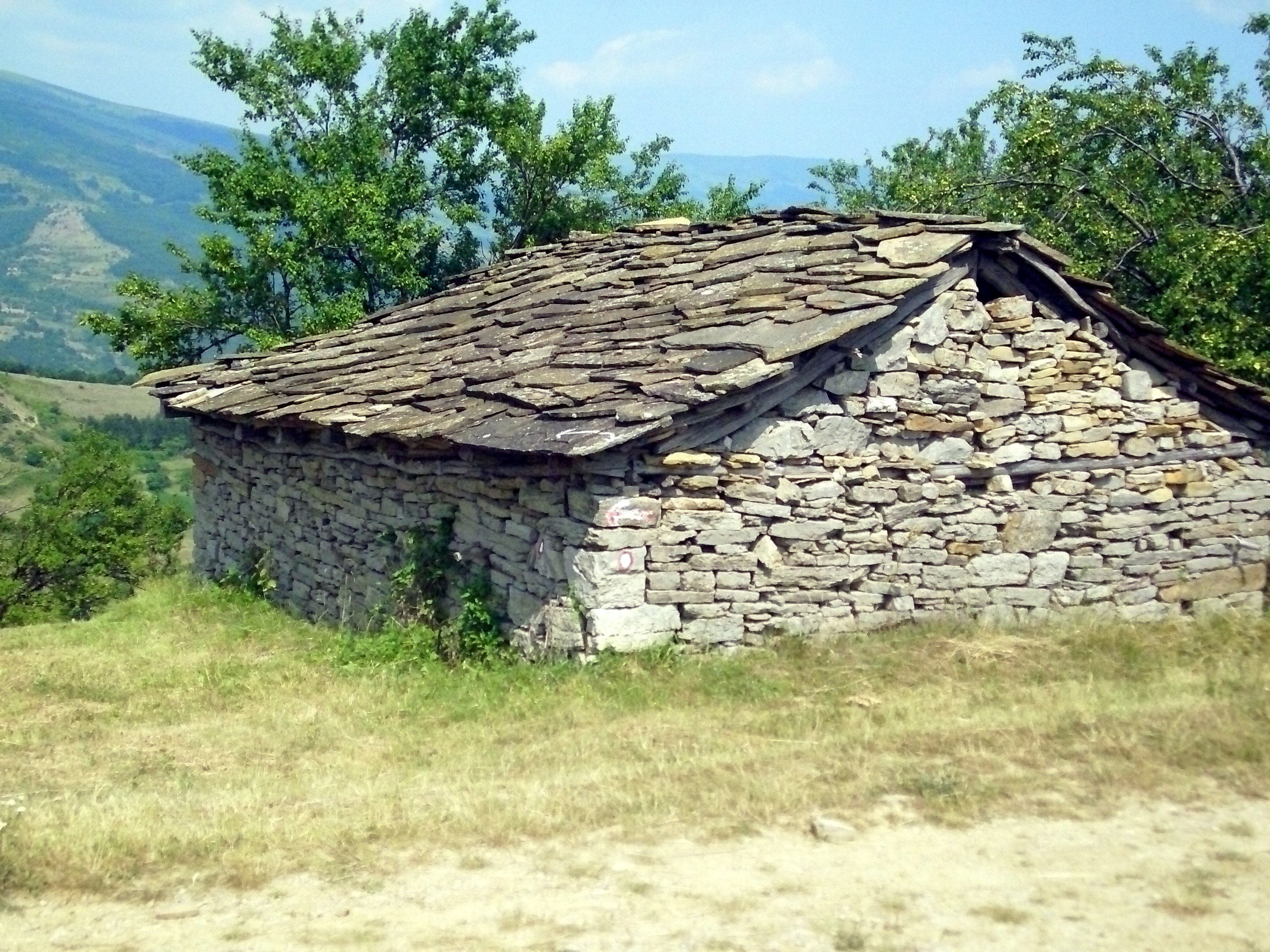
Ngôi nhà đá truyền thống tại Serbia
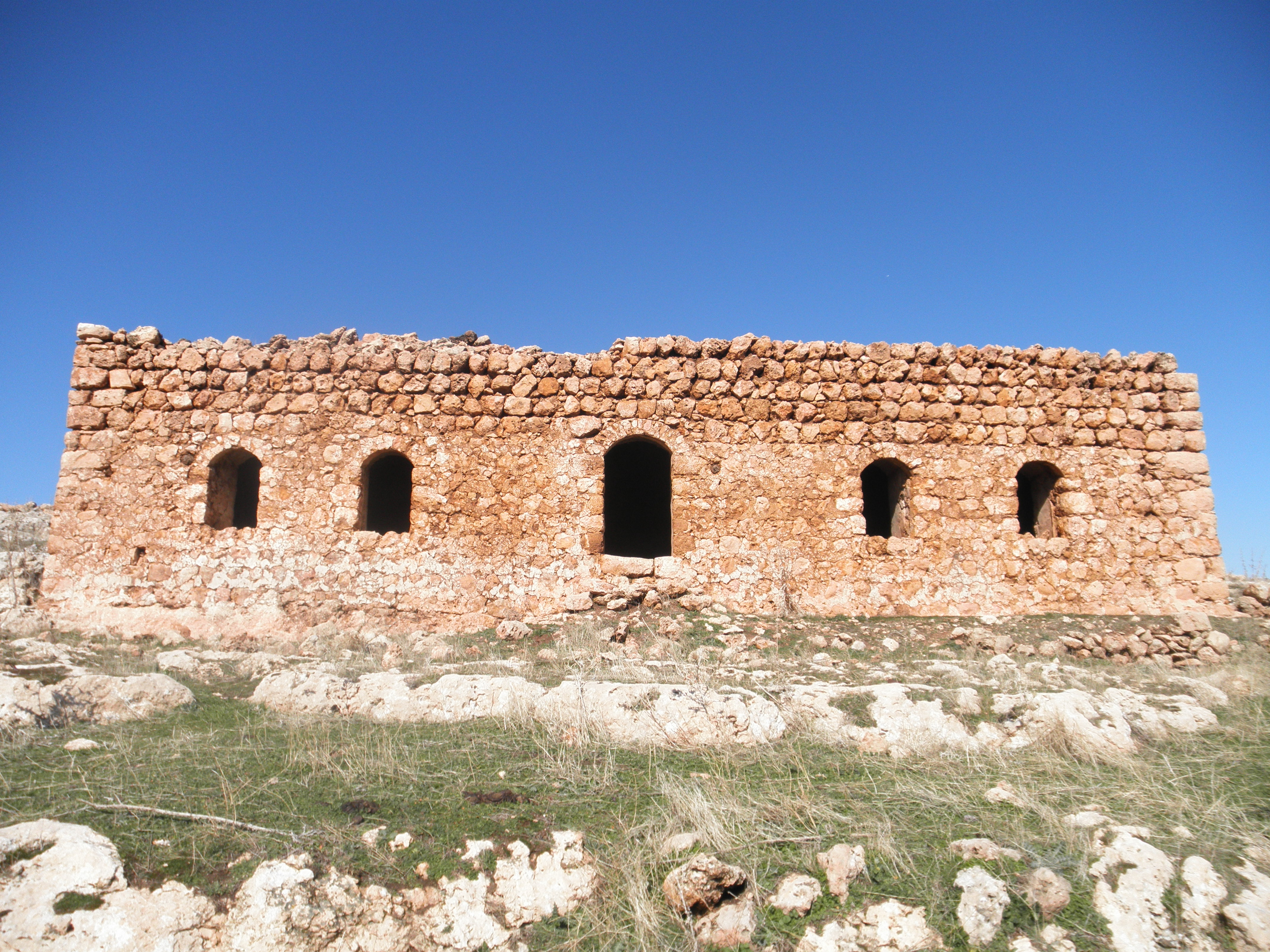
Một ngôi nhà đá truyền thống người Kurd
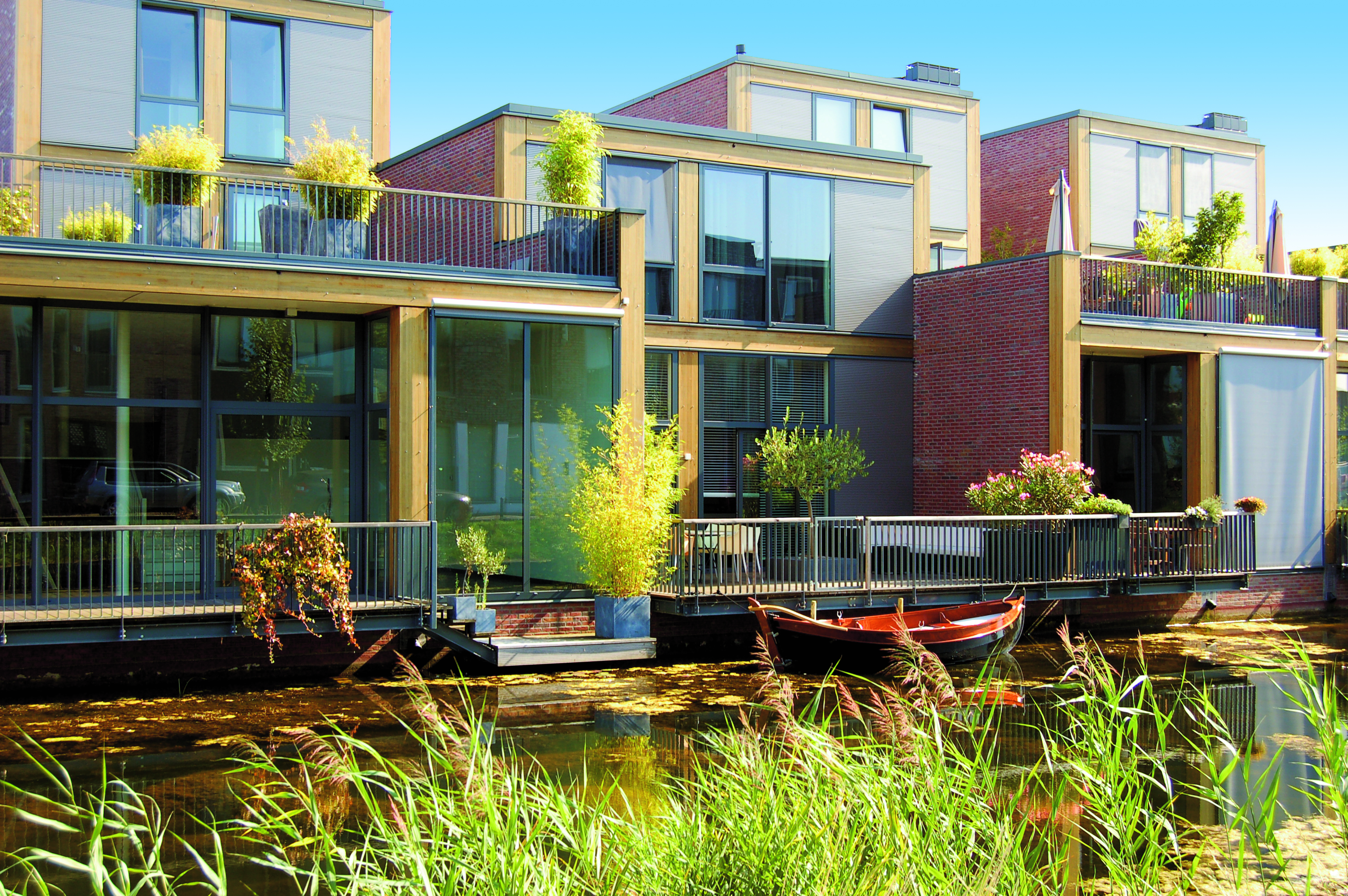
Những ngôi nhà tiết kiệm năng lượng tại Amersfoort, Hà Lan
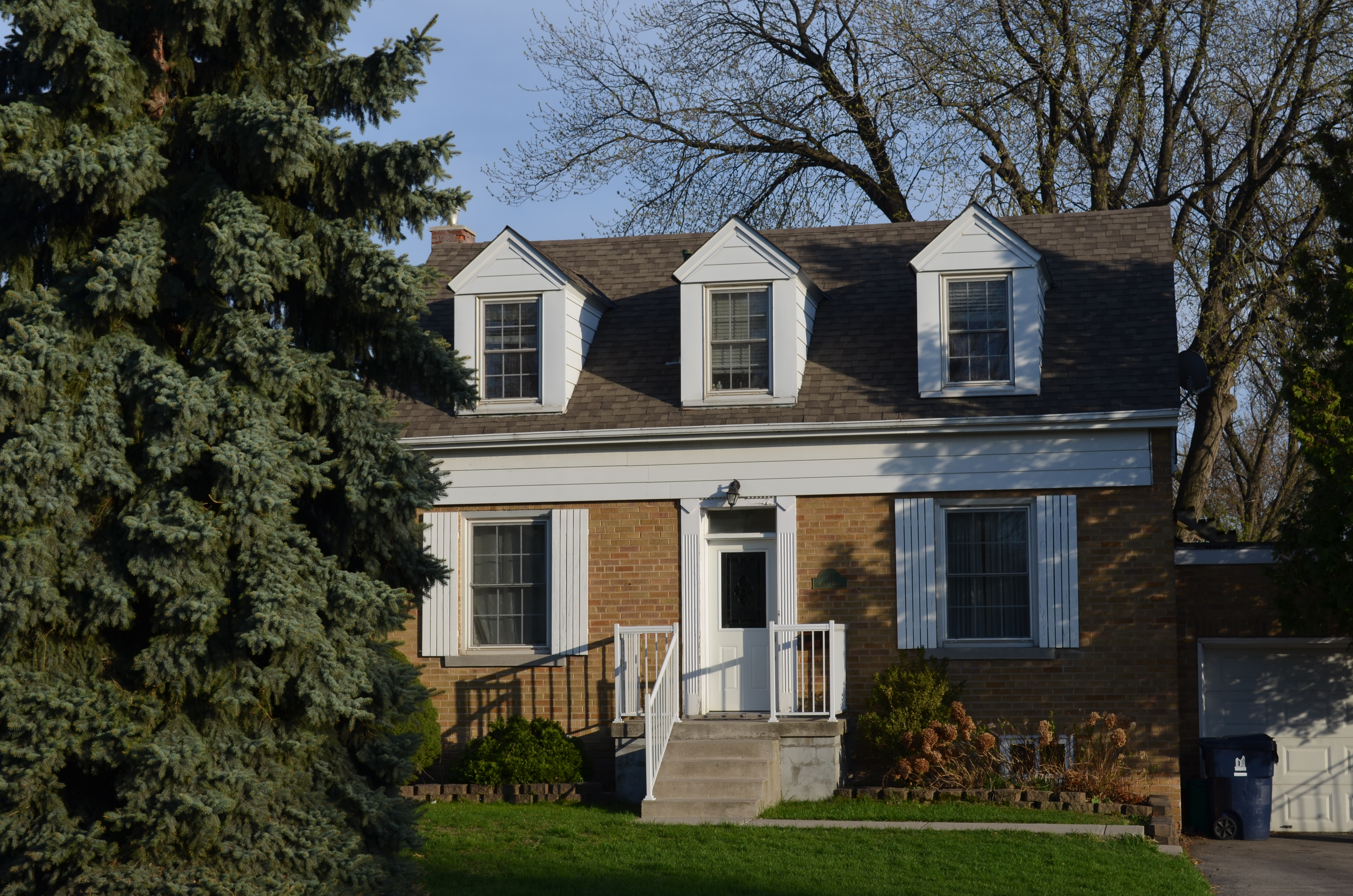
Một ngôi nhà tại Ontario, Canada
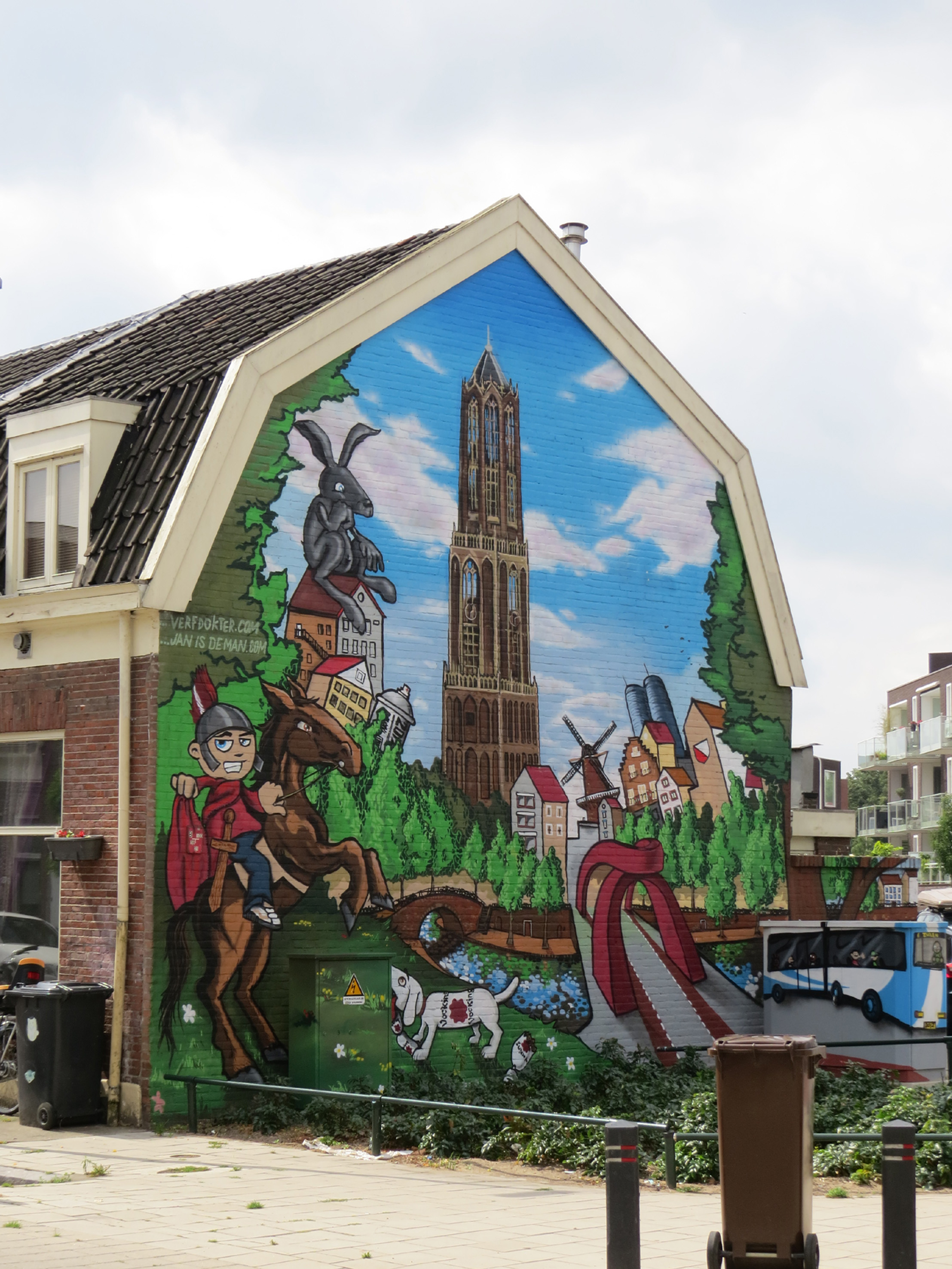
Một ngôi nhà được trang trí tại Utrecht, Hà Lan
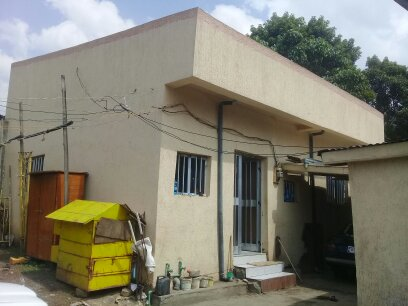
Một ngôi nhà riêng lẻ tại Addis Ababa, Ethiopia
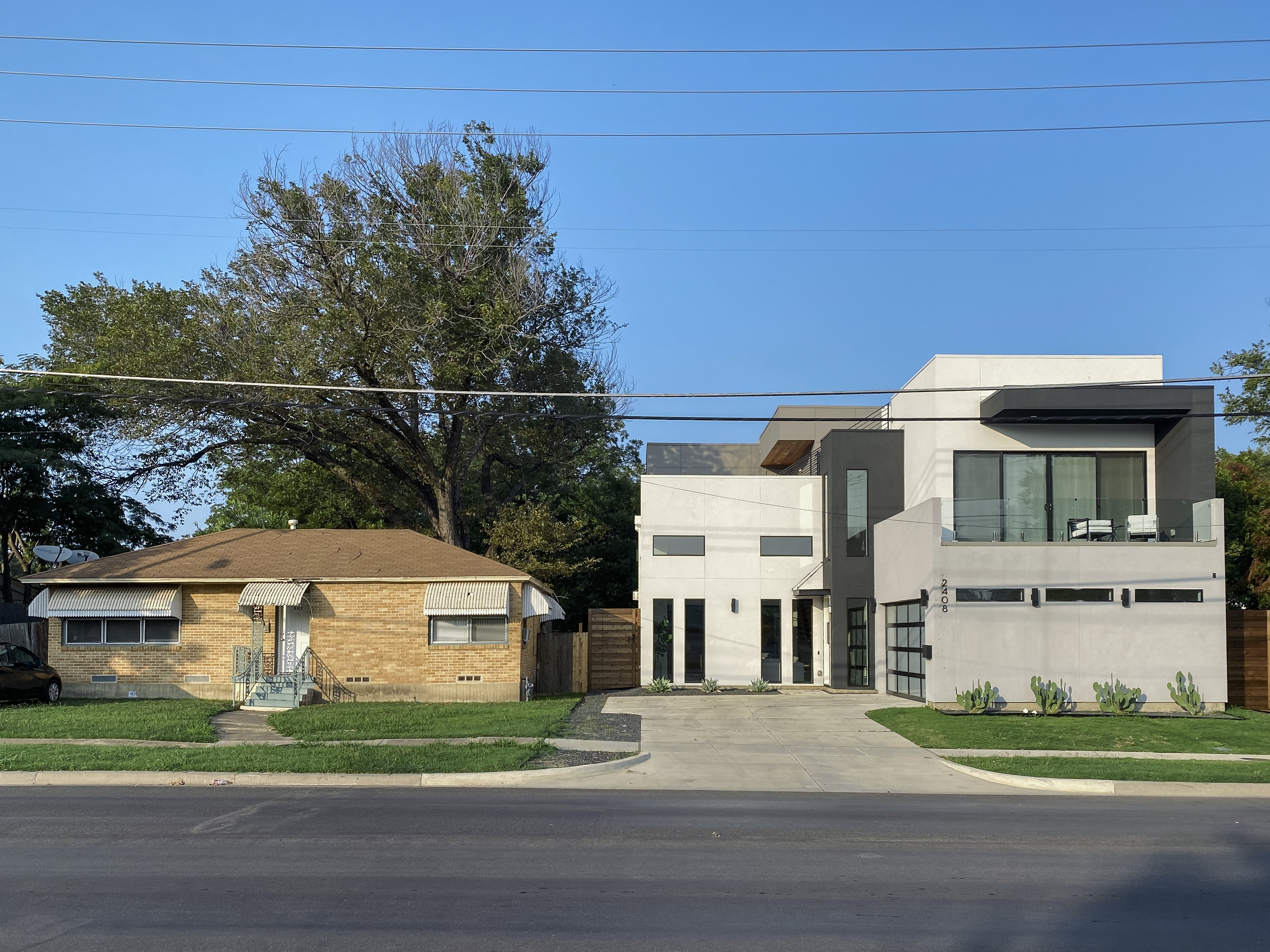
Những ngôi nhà cũ và mới song song nhau tại Dallas
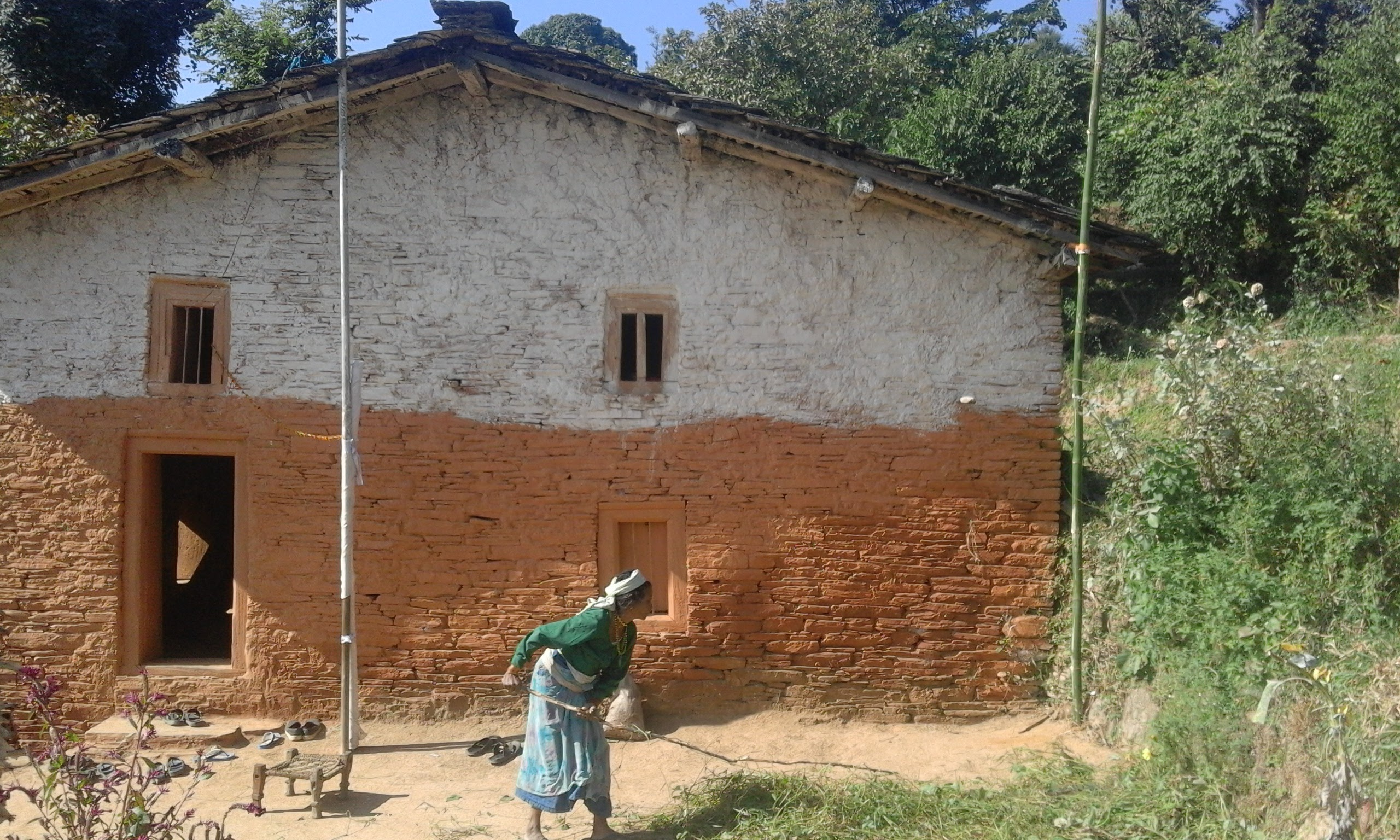
Ngôi nhà truyền thống tại quận Darchula, Nepal
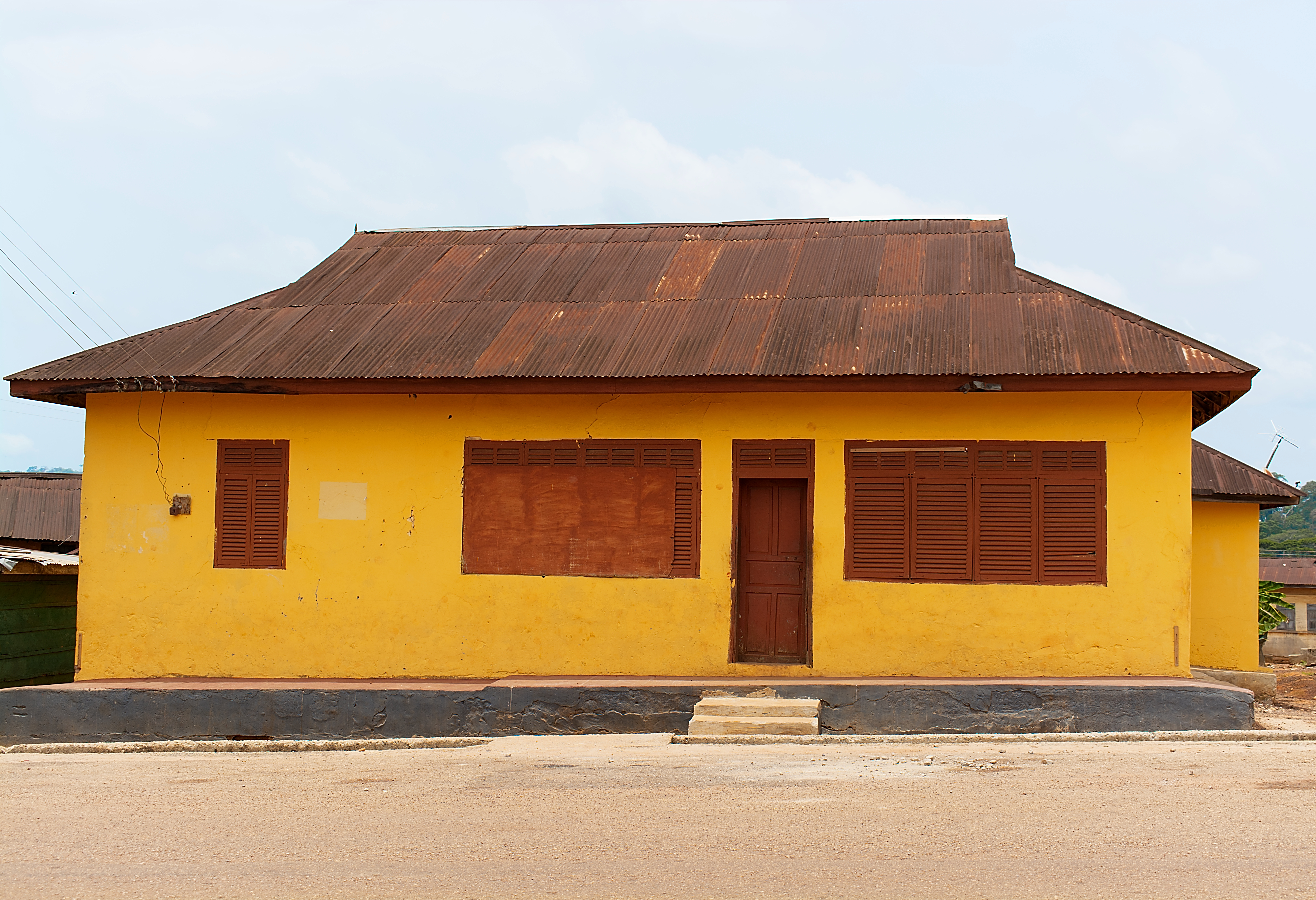
Một ngôi nhà tiêu chuẩn tại Ghana

## Thay đổi tâm lý
Khi mà con người là động vật có thói quen, trạng thái nhà của một người được biết về tâm lý có thể ảnh hưởng đến hành vi, cảm xúc, và toàn bộ sức khoẻ tinh thần.
Một số người có thể nhớ nhà khi họ rời khỏi nhà sau một khoảng thời gian nào đó.
Thực tế ngày nay, nhiều người sống trong nhà, xem nhà là của cải (bất động sản). Vì nhà là nơi sống làm việc, sinh hoạt của gia đình, nên nhà có ý nghĩa rất cao cả về tinh thần lẫn vật chất.
Ở Việt Nam, có từ mở rộng ý nghĩa của nhà đó là quê hương, từ này vừa có nghĩa ai đó sinh ra lớn lên, sống và làm việc ở đó. Từ quê hương vừa có nghĩa là nhà, đất xung quanh, không gian địa lý, địa danh hành chính.

## Bên trong nhà

### Các phòng
- Phòng khách
- Phòng ngủ
- Phòng vệ sinh
- Phòng làm việc
- Phòng ăn
- Phòng học tập

## Các dạng nhà đặc biệt
- Lều là nơi để sống tạm hoặc để nghỉ chân, có thể gấp lại được.
- Lều tuyết là nhà dân ở Bắc Âu và Bắc Cực.
- Người du mục Mông Cổ lập nên những ngôi lều tròn tên là Yurt, có thể gấp lại được ngôi lều để dựng tạm nơi khác.
- Nhà gươl là loại nhà truyền thống của một số dân tộc ở Tây Nguyên và miền Trung Việt Nam, như người Cơ Tu.
- Nhà gỗ là loại nhà được xây bằng các loại gỗ cây rừng.

## Hình ảnh

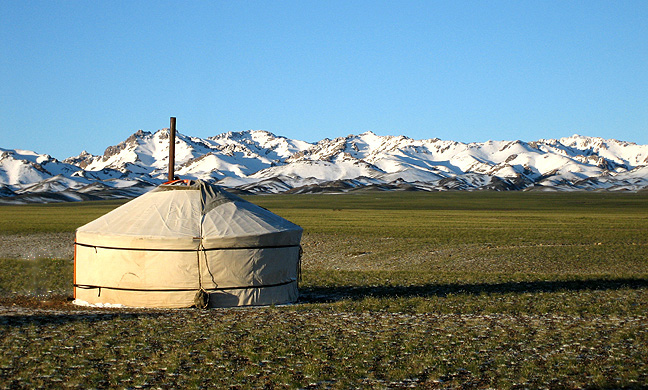
Một lều tròn (Yurt) tại Mông Cổ.
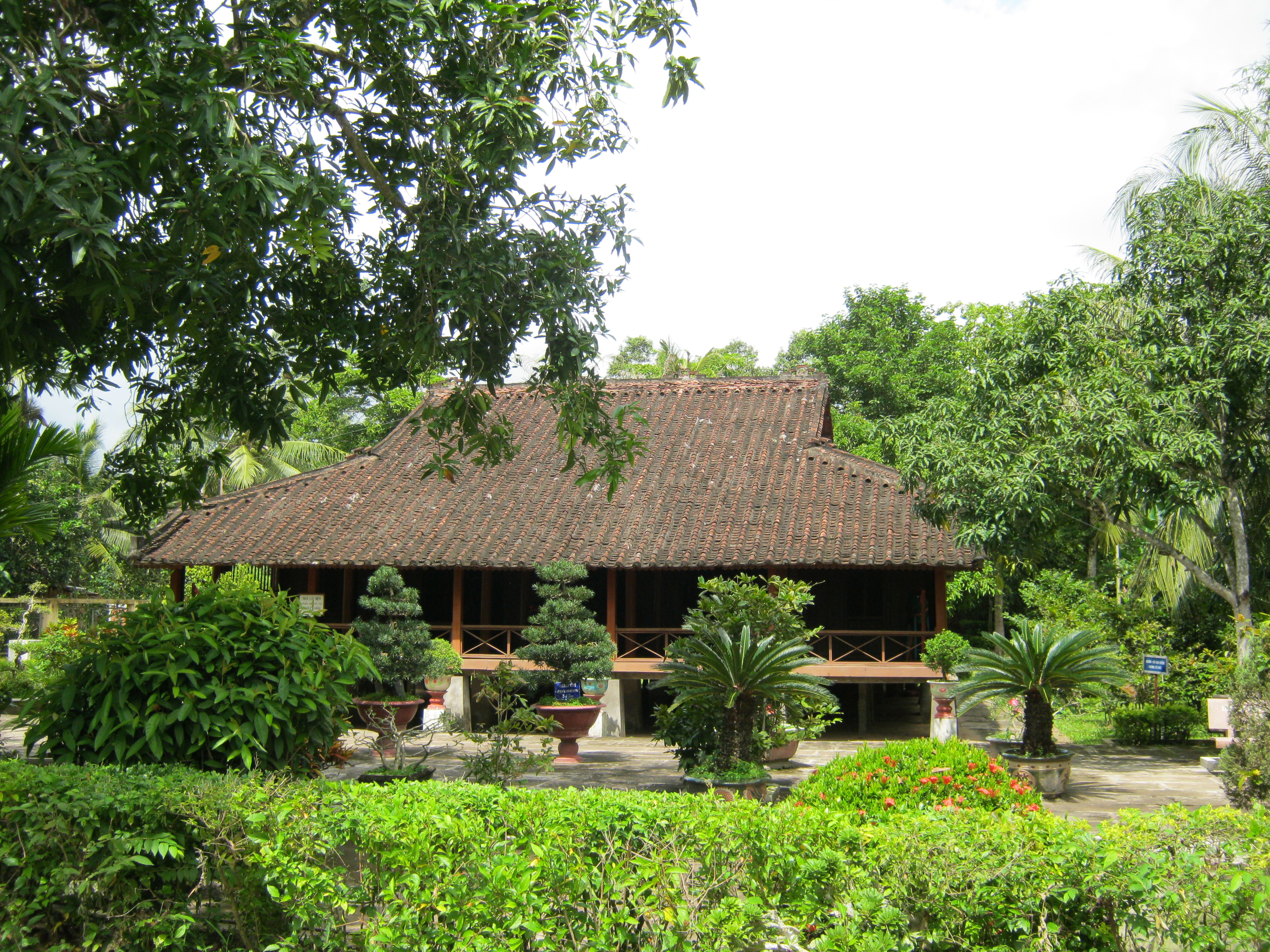
Một nhà sàn cổ kiểu truyền thống ở Long Xuyên.
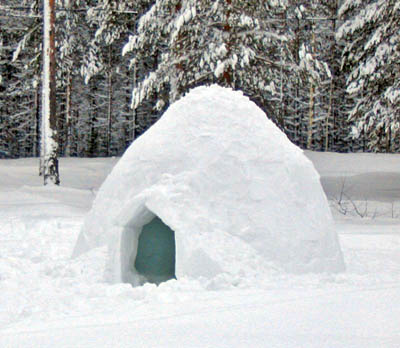
Lều tuyết tại Phần Lan.
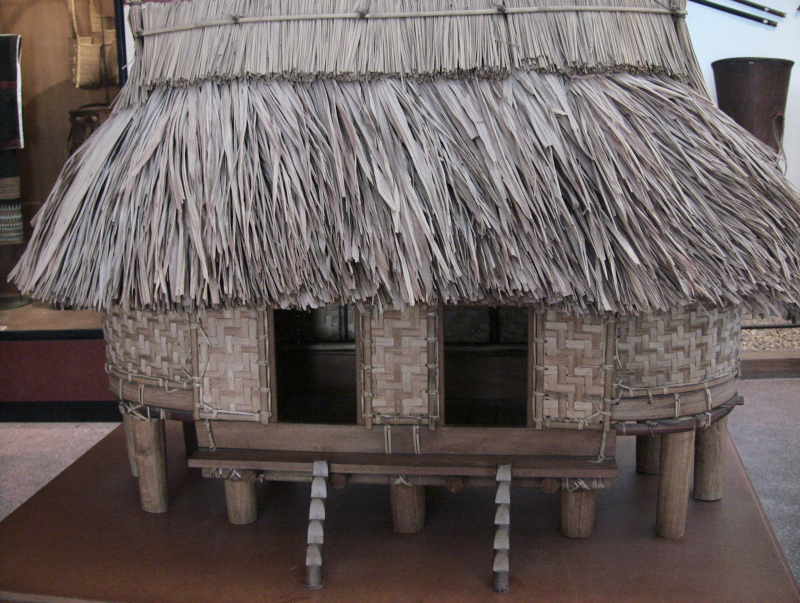
Nhà gươl của người Cơ Tu (Việt Nam).